# Impero timuride
L'impero timuride (in persiano  تيموريان‎, Tīmūriyān) o Gurkani (in persiano گوركانى‎, Gurkānī) o Turan (in persiano  توران‎, Tūrān) fu un dominio turco-mongolo che si estendeva negli odierni Stati dell'Uzbekistan, Turkmenistan, Tagikistan, Kazakistan, Iran, la regione meridionale del Caucaso, Iraq, Kuwait, Afghanistan, gran parte dell'Asia centrale, nonché parti di Russia, India, Pakistan, Siria e Turchia.
L'impero fu fondato da Tamerlano (versione latinizzata di Timur-i leng), un signore della guerra di stirpe turco-mongola che lo creò tra il 1370 e la sua morte nel 1405. Proponendosi come grande restauratore dell'Impero mongolo di Gengis Khan, cavalcò il mito dell'antico imperatore per tutta la sua vita, esprimendo anche più volte la propria ammirazione per Borjigin. Tamerlano coltivò vigorose relazioni commerciali con la Cina dei Ming e l'Orda d'Oro. Durante il periodo timuride, il Turkestan e il Khorasan vissero il periodo più florido in termini di espressione dell'architettura islamica e, a partire dalla fine del XV secolo, il vecchio Khanato Chagatai sperimentò una vivace stagione culturale e godette della supremazia militare dalla Corasmia al Caucaso.
Dopo che Tamerlano elevò Samarcanda al ruolo di capitale, vari artigiani furono trasferiti coattivamente dai territori sottomessi dal signore della guerra nell'odierna città uzbeka. L'ambasciatore spagnolo Clavijo riferiva della presenza di 150.000 famiglie di artigiani spostate nella capitale. Nonostante le modalità con cui si raggiunse l'aumento demografico, tra il XIV e il XV secolo Samarcanda visse la parentesi migliore della sua storia. Di lì a breve ebbe luogo il cosiddetto Rinascimento timuride, coinciso con il regno dell'astronomo e matematico Uluğ Bek.
Nel 1467, la dinastia regnante, detta dei Timuridi, perse la maggior parte della Persia a favore della confederazione degli Ak Koyunlu. Tuttavia, i membri della discendenza timuride continuarono ad amministrare entità politiche dalla dimensione ridotta, talvolta noti come emirati Timuridi, in Asia centrale e in alcune parti dell'India. Nel XVI secolo, Babur, un principe timuride di Fergana (oggi in Uzbekistan), invase il Kabulistan (attuale Afghanistan) e vi stabilì un piccolo regno. Vent'anni dopo, sfruttò quanto fondato come base di partenza per invadere l'India medievale e stabilire l'impero Moghul.

## Origine ed evoluzione del nome
Lo storico timuride Sharaf al-Din Ali Yazdi afferma nella sua opera Zafarnama (Libro delle Vittorie) che il nome dell'Impero timuride fosse in origine Turan (in persiano توران‎). Tamerlano ordinò personalmente di scolpire il nome del suo dominio come Turan in un frammento della roccia sul fianco della montagna di Ulu Tagh (nell'attuale Kazakistan), nota oggi come iscrizione Karsakpay. Il testo originale, in particolare, recita:
Nella letteratura dell'era timuride, il regno era chiamato Iran-u-Turan (in persiano: ایران و توران) o Mawarannahr (in arabo ما وراء النهر‎?, Mā warāʾ al-nahr). Gli autori sciiti confermano che Tamerlano, quando assunse dopo le nozze il titolo di Gorkani, essendo diventato sovrano della tribù dei Chaghatai, per analogia con il titolo del suo signore, fece assumere ai suoi domini l'appellativo di Gurkānī. Tale designazione varrà per tutti i membri della dinastia regnante.

## Storia

### Tamerlano (1370-1405)

#### Antefatti
Tamerlano (in chagatai: تیمور, Tēmür) nacque nel 1336 nella città di Kesh, vicino a Samarcanda, in un'area sottoposta al dominio mongolo già nel 1300. A quel tempo, comunità formate da Turchi e Mongoli convivevano in maniera pacifica e si avvertiva già una certa mescolanza culturale: ecco perché alcuni mongoli avevano aderito all'islam nella regione. A questo processo di assimilazione non sfuggiva la tribù a cui apparteneva Tamerlano. Secondo la Storia segreta dei mongoli, i Barlas sarebbero originari del clan Borjigin, a cui apparteneva la famiglia di Gengis Khan e i suoi discendenti. In realtà, al contrario di quanto si potrebbe pensare seguendo la premessa sopra fatta, Tamerlano non aveva legami di parentela con Genghis.
"Un tempo, un uomo giunse preoccupato dal quarto califfo, ʿAlī ibn Abī Ṭālib (che Dio lo benedica e gli conceda la pace), sottoponendogli, per metafora, il seguente quesito. Se i cieli sono a forma di arco e la terra rappresenta l'arco, mentre le calamità corrispondono alle frecce, si può dire che le persone sono i bersagli esposti a quest'arco e alle frecce? Da che parte dovrebbe fuggire l'uomo qualora l'Onnipotente (possa il suo potere crescere sempre) scatenasse la sua ira? Il califfo rispose che il popolo avrebbe dovuto scappare dalla spada di Dio". Non appena lessi questa risposta, fugai ogni dubbio e decisi di andare al cospetto del khan Tughluk Timur.»
Il khan Tughluk Timur, desideroso di espandere i propri domini, decise di insediarsi nella Transoxiana nel marzo del 1360, confidando sul fatto che la resistenza incontrata sarebbe stata poca. Come previsto, la maggior parte degli emiri tribali cedette alla sua autorità, mentre altri, incluso Hajji Beg del popolo dei Barlas, fuggirono. Si decise a quel punto di trovare qualcun altro adatto ad amministrare i vecchi territori di Hajji Beg; la scelta finale ricadde sul giovane nipote dell'emiro fuggito, Tamerlano, che si era sottomesso a loro. In cambio della sua fedeltà, gli fu assegnata la città di Kesh e i suoi dintorni, in passato in mano a suo padre.

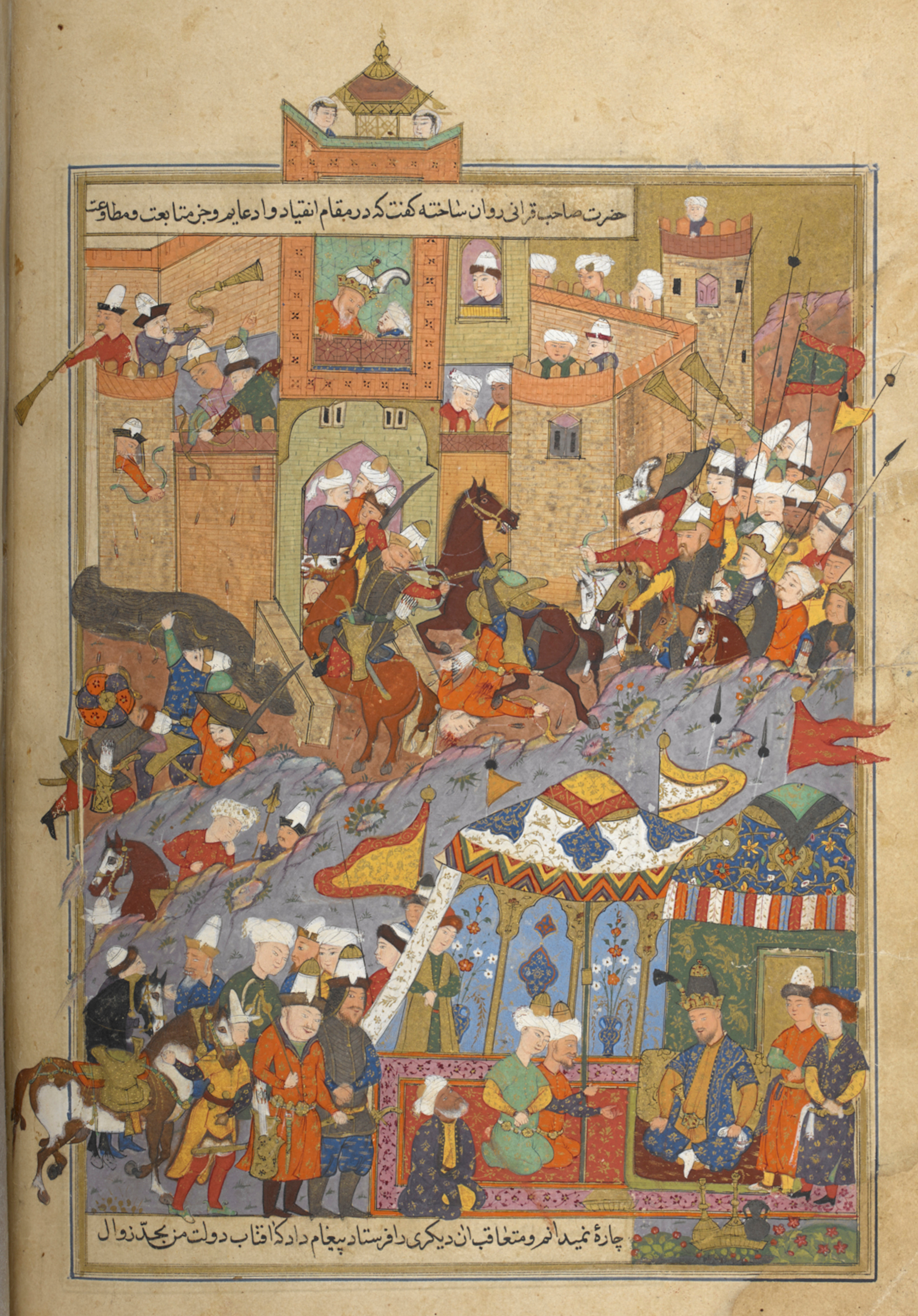
Tamerlano riceve degli inviati durante il suo attacco nella battaglia di Balkh (1370)

Tughluk Timur concesse l'amministrazione della Transoxiana a suo figlio Ilyas Khoja, con Tamerlano a lui subordinato. La spietatezza con cui i Mongoli governavano la regione fece sì che molti si opponessero, tra cui Amir Hussain dei Qara'una e Tamerlano: i due affrontarono insieme un esercito di Mongoli e tribù locali fedeli a Ilyas Khoja, sconfiggendoli in una battaglia avvenuta nel 1364. Poco dopo, Tughlugh Timur morì e Ilyas Khoja partì per il Moghulistan con l'intento di assumere il potere. Nel 1365 Khoja tornò in Transoxiana. A maggio sconfisse Amir Hussain e Tamerlano nella battaglia di Tashkent, ma quando arrivò alle porte di Samarcanda i suoi abitanti si rifiutarono di lasciarlo entrare, dando luogo a un assedio che vide trionfare i difensori. Una peste tra i cavalli privò i Mongoli della loro capacità di spostarsi rapidamente e il loro potere, tanto da costringerli a lasciare nuovamente la Transoxiana.
Nel 1368 Ilyas Khoja morì. Gran parte della famiglia del khan fu assassinata e sulla scena politica rimasero principalmente Tamerlano e suo cognato Amir Hussain, diventati affini per vincoli matrimoniali. Il rapporto tra i due diede origine a una sorta di duumvirato e fu in origine pacifico, divenendo poi teso quando entrambi si accorsero di anelare alle stesse terre. La posizione di vantaggio appariva quella di Hussain: questi era rispettato per la sua maggiore anzianità ed era in possesso di varie porzioni dell'Afghanistan nord-occidentale, ma ciò non intimorì il giovane Tamerlano, che si fece portavoce di quei nobili che si sentivano vessati e, proclamando ufficialmente di sostenere i loro interessi, chiese al rivale di cedergli il possesso delle città che amministrava. Dal canto suo, Hussain Sufi rispose: «Questa regione l'ho presa con la spada della conquista e con la medesima bisognerà sottomettere me». Tamerlano inviò allora delle truppe nella regione e catturò i luoghi che sperava di ottenere sotto il suo controllo, saccheggiando altresì l'area circostante. Tuttavia, Hussain, almeno temporaneamente, resistette e giunse alla stipula di una pace con la controparte, malgrado le ostilità fossero tutt'altro che scomparse.
Grazie ai suoi successi, Tamerlano si era guadagnato molti sostenitori a Balkh, una città afghana composta da numerosi mercanti, tribù, personaggi di spicco del clero musulmano, aristocratici e agricoltori, grazie ai suoi modi cortesi e ai tanti doni offerti. Tale comportamento, che non circondò Tamerlano di sostenitori solo in Afghanistan ma anche altrove, era probabilmente finalizzato ad attirare simpatie contro Hussain, responsabile dell'allontanamento di molti oppositori politici e del sequestro dei loro beni, oltre che responsabile dell'emanazione di oppressive leggi fiscali e spese personali esorbitanti. Quando ormai divenne chiaro che i sudditi lo avrebbero abbandonato, intorno al 1370, Hussain si arrese a Tamerlano e morì nell'assedio di Balkh, evento che permise a quest'ultimo di essere formalmente proclamato sovrano a Samarcanda.
Un pensiero che lo tormentò durante la sua ascesa, poiché non era discendente diretto di Genghis, riguardava l'impossibilità di fregiarsi del titolo di gran khan, dovendosi accontentare di quello di emiro (un termine che in arabo sta per capo). Nel 1370, proponendosi quale "erede" della legittimazione di Genghis Khan, assunse il titolo di gurkan: si tratta di una variante mongola della parola persiana kurugen o khurgen che significava "genero". Una simile scelta fu giustificata dal fatto che Tamerlano sposò la moglie di Hussain, Saray Malik Katun (nota altresì come Bibi Khanoum), la quale vantava tra i suoi avi la dinastia di Genghis. È al 10 aprile 1370, quando aveva trentaquattro anni, che si ascrive l'anno d'istituzione dell'impero timuride in concomitanza della sua incoronazione.

#### La lotta per la Corasmia

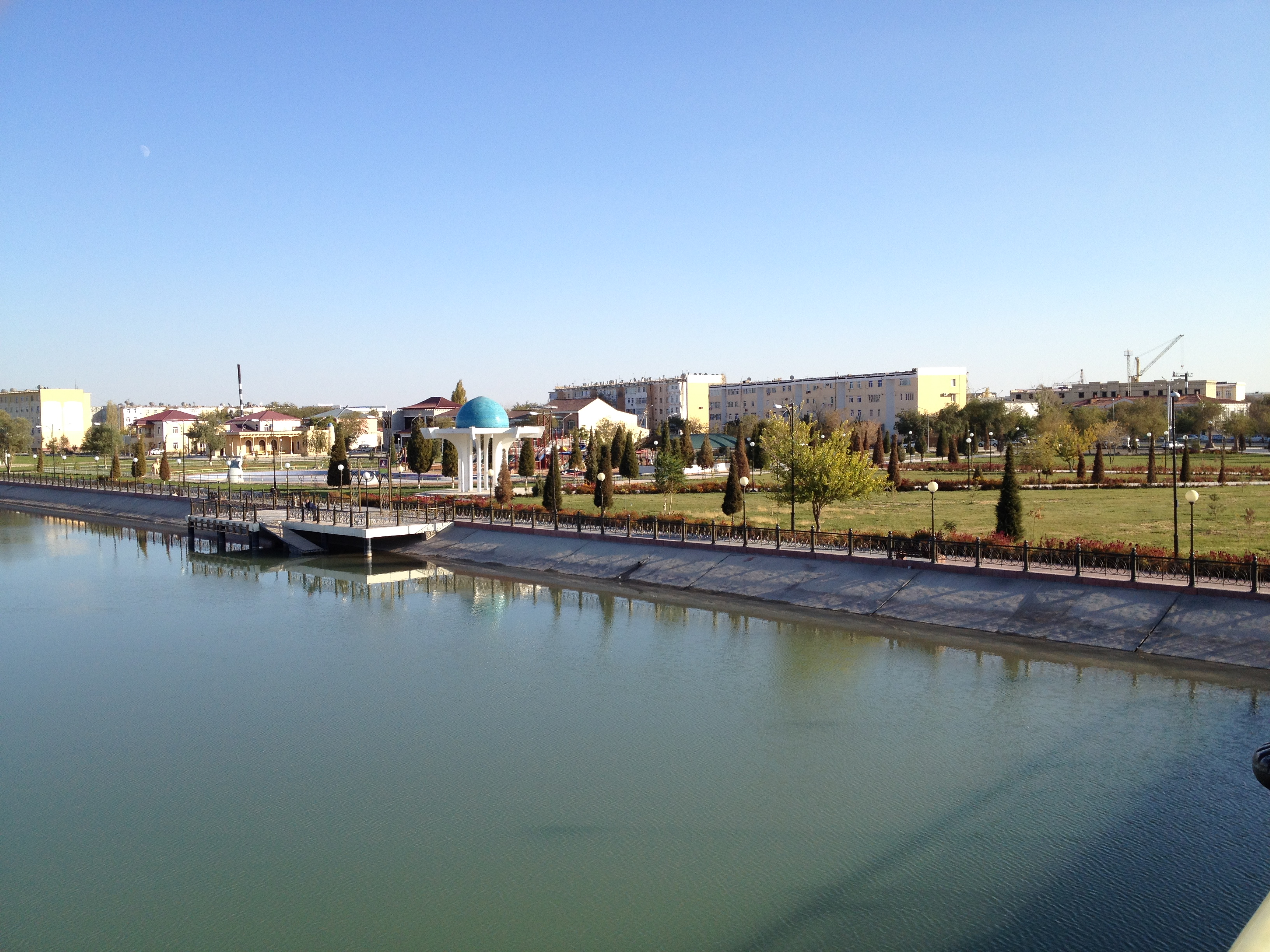
Urgench, sul fiume Syr Darya, subì l'assedio di Tamerlano nel 1379. Dopo averla sottomessa, l'emiro trucidò i suoi abitanti

A Hussain era subentrato suo fratello Yusuf Sufi. Cristallizzata ormai da tre anni la conquista della Transoxiana, Tamerlano attaccò la Corasmia nel 1373: a giustificare quest'aggressione fu la circostanza che Yusuf Sufi non mantenne la sua promessa di astenersi da qualsiasi ostilità, avendo inviato truppe nei dintorni di Khiva per imporre la sua autorità con la forza. Dopo aver appreso che Tamerlano stava avanzando in direzione della Corasmia, Yusuf Sufi si allarmò e accettò di intavolare quanto prima delle trattative per giungere alla pace. Nel frattempo, cercò di assicurarsi che il suo primogenito, Pir Muhammad, potesse subentrare come successore del suo impero.
Nel 1375, la questione della Corasmia si riaccese. Ancora una volta non a suo agio nella posizione di subordinato, Yusuf Sufi provò ad approfittare delle campagne che Tamerlano stava compiendo ad est e devastò la Transoxiana in varie aree, raggiungendo quasi Samarcanda. Per stroncare questa minaccia, nel 1379, l'emiro si spinse alle porte di Urgench alla testa di un folto esercito. Nonostante si tentò di ricorrere per vie diplomatiche, Yusuf Sufi fece prigionieri gli ambasciatori inviati da Tamerlano e subì un assedio durato tre mesi, di cui Yusuf non vide la fine perché morì prima colpito da una malattia. In tal modo, la regione confluì nello Stato timuride, ma dopo un po', per via dell'influenza di Toktamish, futuro grande oppositore di Tamerlano, la famiglia Sufi si ribellò contro il sovrano dell'impero. La nobile dinastia tentò di sfruttare i suoi stretti rapporti con l'Orda d'Oro, oltre che dell'Orda Rossa, a cui apparteneva la madre del khan Toktamish. Sebbene Tamerlano scagliò ben quattro spedizioni tra 1371 e il 1379 in Corasmia, non si può affermare che fosse riuscito a soggiogare completamente soggiogato la famiglia Sufi. Dopo che Toktamish riportò in vita l'Orda Rossa come unità para-statale, i suoi membri politici principali gli fornirono aiuto nelle sue battaglie lontano dalla Corasmia, consentendo a Tamerlano di recarsi in loco nel 1388: questa volta la spedizione terminò con un successo.

#### Verso il Khorasan

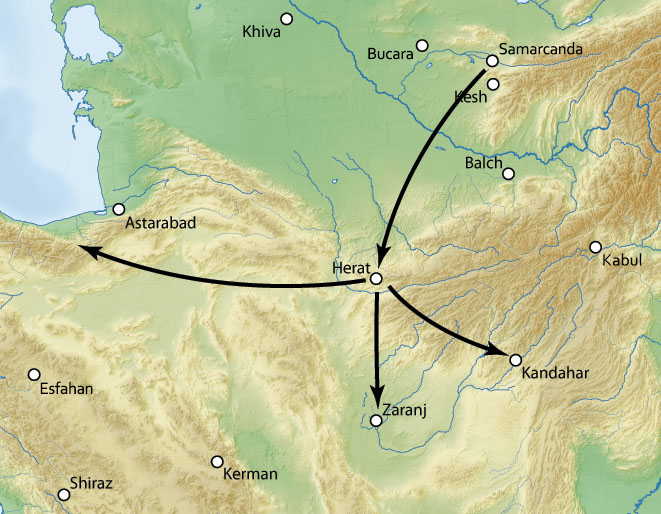
La marcia di Tamerlano in direzione del Khorasan

Tamerlano rivolse il suo sguardo verso il frammentato Iran solo dopo che la questione della Corasmia poté dirsi risolta. A quel tempo, diverse comunità vivevano a ovest del fiume Amu Darya, mentre un po' più centralizzata era la situazione in Iraq, dove dominavano i Jalayridi. Tamerlano avviò le operazioni di conquista per tutte queste regioni con l'intenzione di annetterle al suo impero.
Tra il 1381 e il 1383 Tamerlano espugnò Herat, importante centro dell'Afghanistan occidentale. Da lì, avanzò a ovest verso le coste del mar Caspio e a sud verso Zaranj. Le punizioni inflitte ai ribelli, come raccontano le fonti nel 1383, si distinsero per la loro crudeltà estrema. Entro il 1384 ogni focolaio di rivolta fu spento e anche l'Iran confluì nell'impero, permettendo al suo sovrano di volgere il suo sguardo verso altre latitudini.

#### Campagna triennale nell'Iran settentrionale

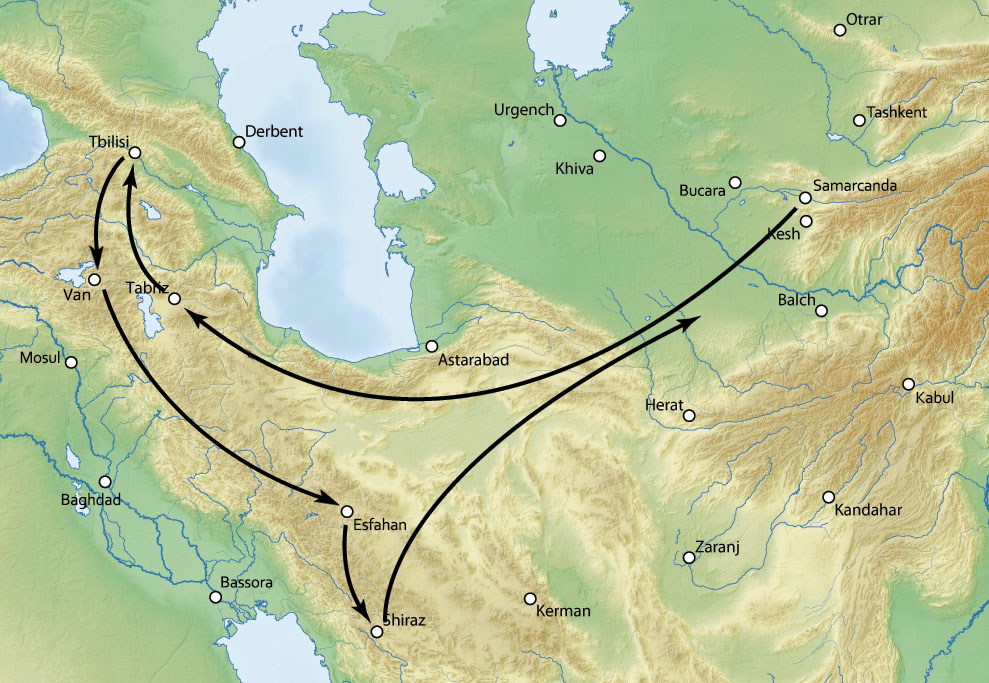
La triennale campagna di Tamerlano tra Iran e regioni confinanti

Dopo aver preso conoscenza delle fragilità interne dell'Iran durante la campagna nel Khorasan, Tamerlano decise di occupare completamente quanto ancora non possedeva nel 1386, anno in cui partì da Samarcanda. Con il pretesto di proteggere quelle carovane che erano state attaccate mentre si recavano in pellegrinaggio a La Mecca, imprigionò ritenendoli responsabili il sovrano del Lorestan e i suoi figli, relegandoli a Samarcanda. Dopo una serie di tumulti, Tamerlano conquistò Baghdad e marciò verso Tabriz, lasciar in quel momento sguarnita. Felice per la riuscita dell'operazione, il signore della guerra attaccò i georgiani, prendendo possesso delle fortezze di Iğdır e Kars. Dopo aver sottomesso Naxçıvan, fece il suo ingresso a Tbilisi (Tiflis nelle fonti coeve). Ad ogni modo, è possibile che fosse giunto in Georgia non per conquistarla stabilmente, ma per fornire una dimostrazione di forza e saccheggiare la regione. Raggiunta Esfahan nel 1387, il signore della guerra la sottomise e incontrò gli esponenti della città offrendogli la pace: in seguito all'esplosione di alcuni tafferugli, ordinò il tradizionale sterminio di tutta la popolazione, cancellando di fatto la presenza di un florido centro dell'epoca.
Dopo aver catturato Esfahan, Tamerlano avanzò in direzione di Shiraz: quando giunse lì, venne informato del fatto che Toktamish aveva inviato truppe contro l'impero e che erano scoppiati disordini intorno a Samarcanda, i quali lo costrinsero a ritornare nella capitale.

#### Battaglie contro i kipčaki

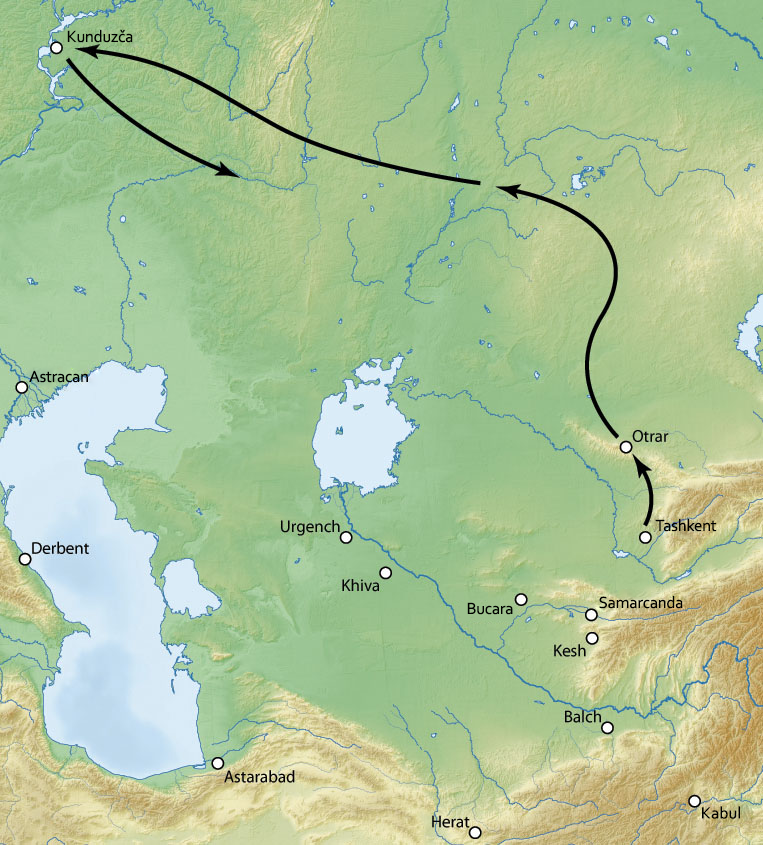
La campagna di Tamerlano in terra kipčaka

Una serie di tumulti coinvolse l'Impero timuride negli anni 1370: al di là di schermaglie su scala minore, Tamerlano affiancò il suo nemico di lunga data Toktamish e colpì la terra dei kipčaki (Dasht-i Kipchak), espandendosi ulteriormente verso nord tra 1377 e 1380. L'ausilio fornito nelle lotte contro l'Orda d'Oro consentì a Tamerlano di comprendere come egli fosse maggiormente potente. Per questo, il suo impero non esitò a saccheggiare regioni dell'Iran, dell'Azerbaigian e della Corasmia che mostravano simpatie verso Toktamish. Dopo una quinta campagna in Corasmia nel 1388, sottomise la grande città di Kunya-Urgench e ne trasferì la popolazione a Samarcanda, ordinando la distruzione della città e imponendo, al posto delle vecchie fondamenta, di piantare colture di orzo. Solo durante una nuova spedizione contro i kipčaki, nel 1391, l'insediamento tornò a esistere per scopi militari.
Dal 1387 e fino al 1398, Tamerlano si scontrò anche in Cumania con Toktamish su vari campi di battaglia, facendo raggiungere alla lotta il livello di uno scontro tra l'antica eredità mongola e la crescente forza dei turchi.

#### Campagna quinquennale di Tamerlano
Durante la campagna contro i kipčaki, i mongoli in Iran approfittarono dell'assenza del signore della guerra per scatenare una ribellione. L'emiro, all'inizio degli anni 1390, mandò lì i suoi uomini e chiese loro di radunare truppe e prepararsi per la battaglia. Lui stesso giunse a Bukhara nel giugno del 1392. Da lì, attraversò il fiume Amu Darya e avanzò verso Mazandaran, dove sottomise i governanti avversari: in seguito, avanzò verso l'Iran meridionale, nel Fars, e attaccò i Muzaffaridi. Shah Mansur si ritirò a Shiraz senza riconoscere il governo di Tamerlano. Tamerlano lo attaccò nel marzo del 1393 e Shah Mansur fu duramente sconfitto, finendo catturato e ucciso insieme a tutti i membri della dinastia.

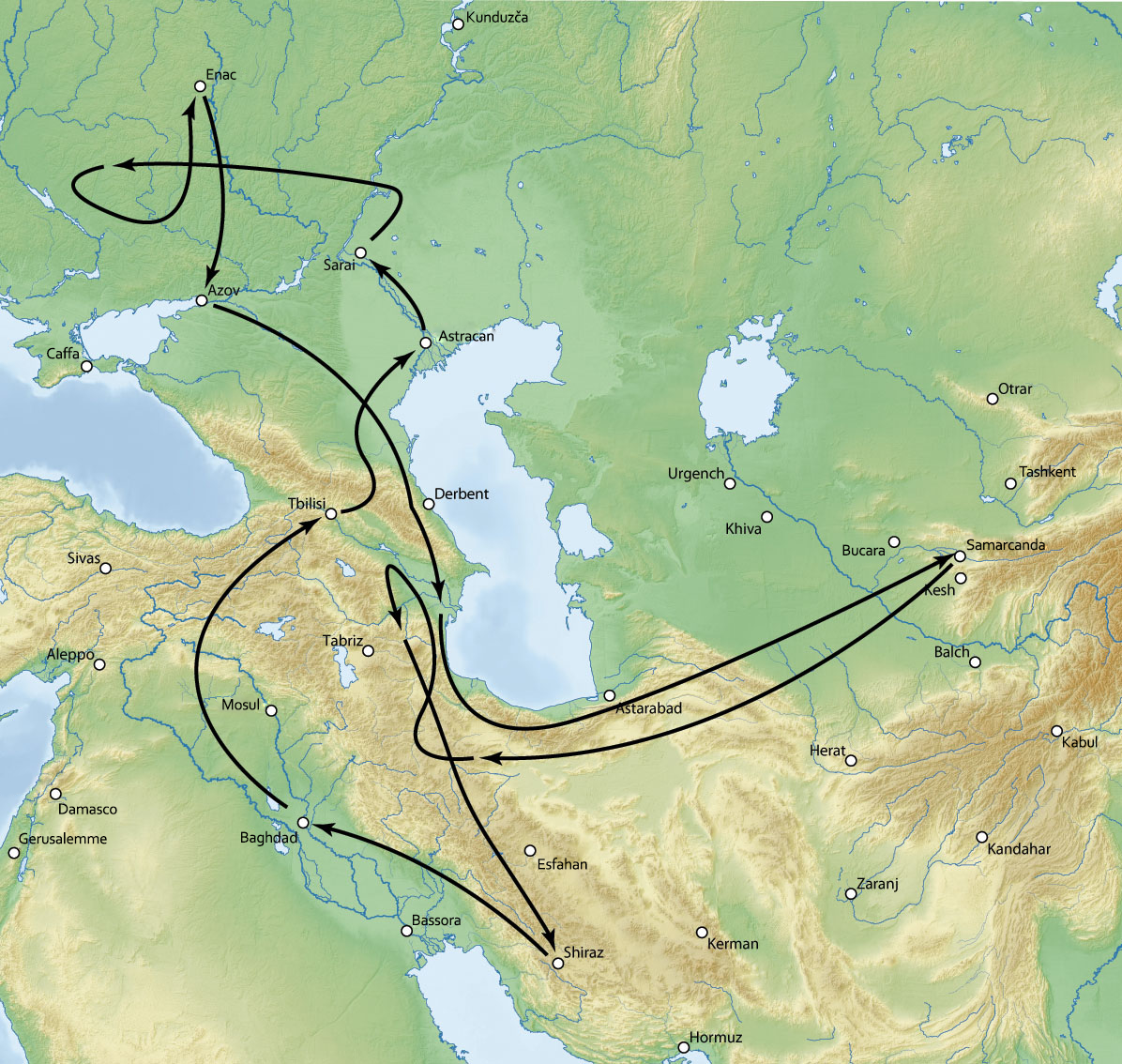
La campagna di cinque anni di Tamerlano

Dopo la conquista di Mazandaran e della provincia persiana, Tamerlano avanzò in direzione di Baghdad nell'agosto 1393. Nell'odierna capitale irachena, indirizzò doni preziosi al sultano Ahmad Jalayir, l'ultimo esponente dei Jalairi, e gli chiese di sottomettersi. Temendo Tamerlano, questi accettò, ma poiché sarebbe stato esautorato da ogni potere, preferì fuggire al Cairo, nel Sultanato mamelucco. Dopo aver catturato l'odierna capitale irachena, Tamerlano inviò emissari all'emiro di Erzincan, ai bey di Garagoyunlu (Azerbaigian orientale) e dell'Ak Koyunlu, in terra mamelucca e al cospetto del sovrano degli Eretnidi (regione di Sivas e Kayseri), Kadi Burhan al-Din. Stanco di attendere le risposte, attaccò a sorpresa e con successo Mosul, Mardin e Diyarbakır, raggiungendo infine Aladağ, a nord del lago di Van. Mentre era lì, l'emiro di Erzincan, Taharten, venne da lui e dichiarò la sua obbedienza. Il sultano mamelucco uccise l'emissario di Tamerlano, che decise quindi di avanzare in direzione della Siria, ma come risultato degli sforzi di Burhan al-Din, si formò un'alleanza tra vari governatori ostili all'emiro, incluso Toktamish. Avanzando verso Erzurum, Tamerlano, pensando che sarebbe rimasto circondato dai mamelucchi a sud e da Toktamish a nord, attaccò quest'ultimo.
Al suo ritorno, si occupò prima di sottomettere la Georgia, stavolta senza limitarsi a saccheggiare. Entrato nuovamente a Tbilisi, imperversò nell'intera area tra la Cartalia e la Cachezia, attaccando il clero e i monumenti cristiani e causando massacri in tutte le valli dell'Alta Cartalia.
Nonostante la sua sconfitta nella battaglia di Kunduz nel 1391, il sultano mamelucco, al potere in terra kipčaka, si alleò con Toktamish e, dopo aver completato i preparativi, si lanciarono all'attacco di Tamerlano nel febbraio del 1395. La battaglia sul fiume Terek che ne seguì videro prevalere con ampio margine l'emiro, il quale però non riuscì a fare prigioniero il suo eterno nemico e optò per la prosecuzione della campagna. Una volta attaccate le popolazioni lungo il fiume Dnepr, depredò chi sosteneva Toktamish e lo costrinse a trovare rifugio nella penisola balcanica. Tamerlano proseguì le sue operazioni di conquista ad Astrakhan e a Saraj, senza trovare una seria resistenza. Con questa marcia, Grazie a questa serie di scontri, inferse un duro colpo all'Orda Rossa e si arricchì di un bottino tale da poter ulteriormente procedere ad ampliare i suoi domini.

#### Campagna indiana di Tamerlano

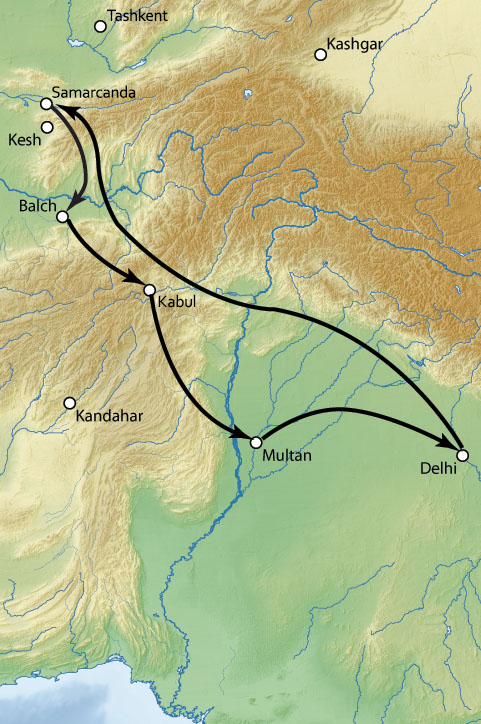
La campagna indiana di Tamerlano

Avendo completato l'acquisizione delle terre chagathai nell'Asia centrale e dell'Ilkhanato in Persia, Tamerlano poteva ora affrontare le grandi potenze islamiche a sud-est e a occidente dei suoi domini: l'India; il sultanato mamelucco di Siria ed Egitto; e il sultanato dei Turchi ottomani.
Nel 1398 Tamerlano, prendendo a pretesto l'eccessiva tolleranza che il sultano dell'India mostrava verso i propri sudditi indù, attaccò il signore musulmano di Delhi, attraversando l'Indo e sbaragliando i Rajput del Sindh interno. Durante l'avanzata, lo stesso Tamerlano fu colpito da una delle tante frecce che negli anni martoriarono il suo corpo. Pochi giorni più tardi, riuscì comunque ad arrivare davanti a Delhi, dove poca resistenza poterono opporgli le truppe del sultano tughlaq Mahmud Shah, nonostante i problemi creati dall'uso degli elefanti da parte di queste ultime. Una grande battaglia si svolse il 17 dicembre 1398, durante la quale, grazie a un efficace stratagemma tattico che intimidì i grossi mammiferi, Tamerlano prevalse. La conquista del Sultanato di Delhi si rivelò una delle più valorose vittorie compiute da Tamerlano, essendo infatti riuscito a compiere ciò che Alessandro Magno e a Genghis Khan non erano riusciti a fare.

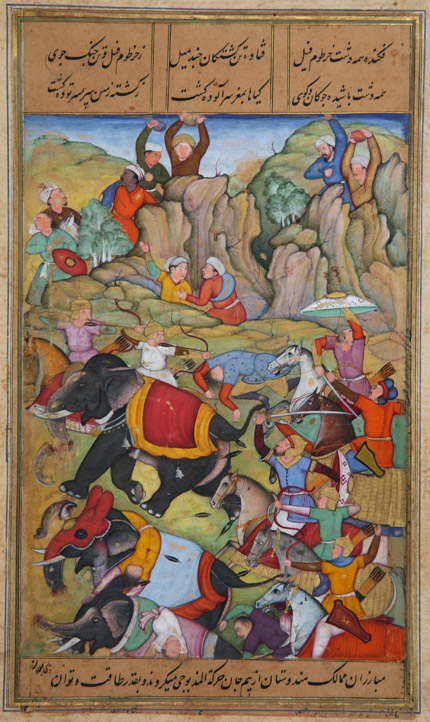
Una scena raffigurante la battaglia di Tamerlano con il sultano di Delhi Mahmud Shah, 1398. Illustrazione di Sharaf al-Din Ali Yazdi, (1595-1600)

La città, una delle più ricche di quei tempi, fu presa e atrocemente devastata e saccheggiata durante tre giorni. Malgrado i divieti ufficialmente sanciti, le brutalità proseguirono e quasi tutti i cittadini sopravvissuti al massacro furono ridotti in schiavitù e portati via, sospinti da un esercito un tempo velocissimo nei suoi spostamenti, ma nell'occasione talmente carico di bottino da dover marciare con estrema lentezza. La città «delle spezie e dei profumi» visse un turbinio di eventi così gravi che essi rimasero impressi nell'immaginario collettivo per diversi secoli a venire. Lasciato Khiżr Khān come suo governatore nel Punjab, Tamerlano salutò Delhi dopo avervi sostato per quindici giorni più o meno nel gennaio del 1399, raggiungendo soltanto il 15 aprile Termez, sull'Amu Darya (attuale confine tra Uzbekistan e Afghanistan). Secondo l'ambasciatore castigliano Ruy González de Clavijo (arrivato a Samarcanda l'8 settembre 1404), novanta elefanti catturati servirono soltanto per il trasporto di certe pietre con cui Tamerlano intendeva erigere una moschea a Samarcanda, probabilmente l'enorme edificio (ammantato di leggenda) che prese il nome di sua moglie Bibi Khanoum.

#### La campagna settennale verso l'Occidente

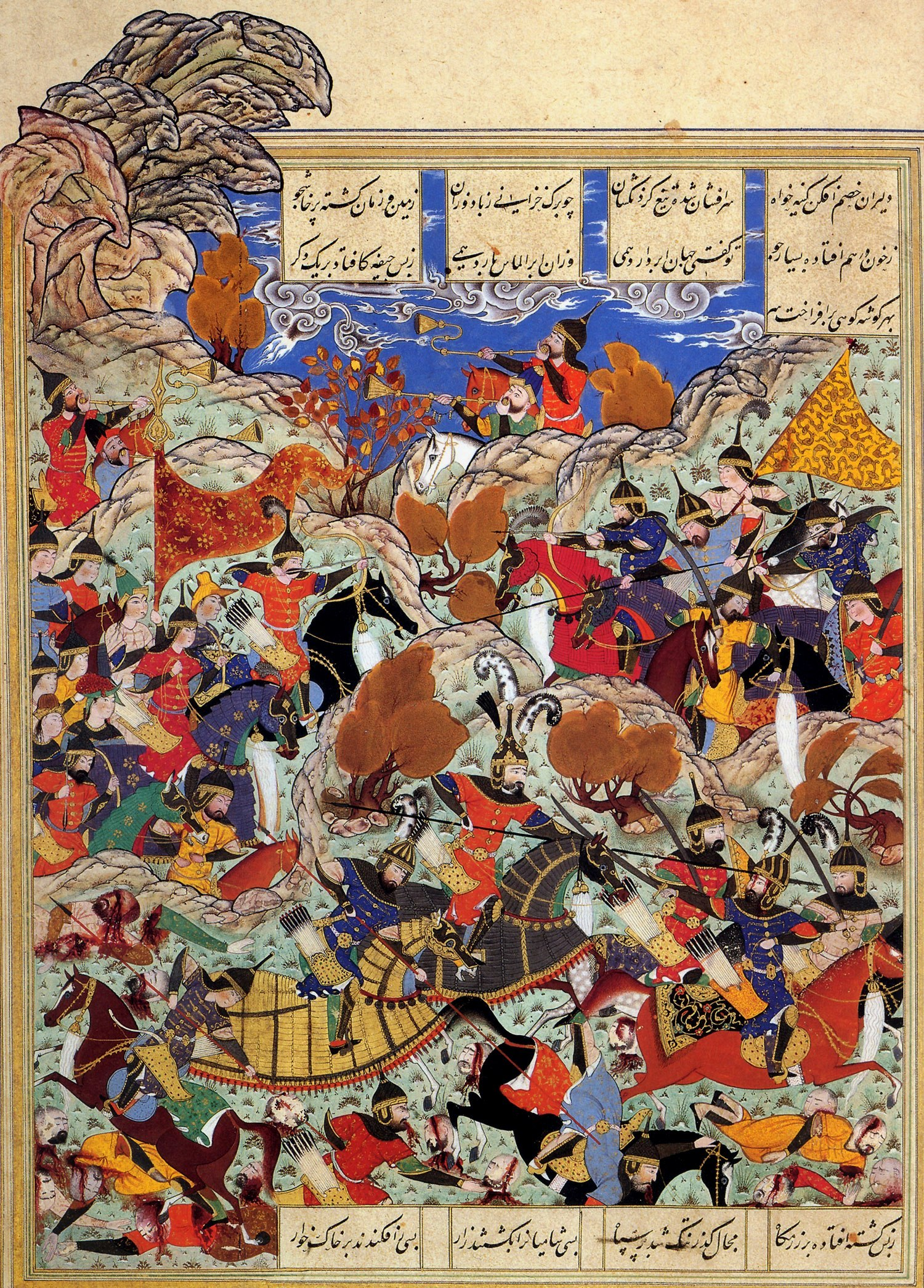
Una scena raffigurante la battaglia tra Tamerlano e il sultano Faraj. Illustrazione di Kamaladdin Behzad

Alle porte del XV secolo, il potente emiro possedeva un impero che andava dai territori a occidente del Volga e dal Caucaso fino ai confini con la Cina, e dal lago d'Aral all'Oceano Indiano fino alla valle del Gange, in India. Il motivo per cui Tamerlano ricominciò a marciare verso ovest nel 1399 riguardò quanto stava accedendo in Azerbaigian, specialmente per via delle condotte di Miran Shah. Dopo essere diventato il sovrano di Khorasan, Miran Shah salì a capo delle terre una volta comprese nel soppresso Ilkhanato nel 1393, acquisendo poi il controllo dell'Azerbaigian e dei territori circostanti e non prendendo parte alla campagna in India. Tamerlano ricevette segnalazioni di un vuoto di potere in Iran e Azerbaigian, considerando che Shah era diventato infermo di mente a seguito di una caduta di cavallo e stava ordinando l'uccisione di oppositori politici senza criterio, la distruzione di monumenti storici per motivi futili e la profanazione di tombe considerate sacre da alcune confessioni religiose.
Per questo motivo, Tamerlano iniziò una nuova campagna quattro mesi dopo il suo ritorno dalla terra indiana. Benché venga solitamente definita come "campagna settennale", questa durò in realtà un lustro e fu la più lunga di Tamerlano. Una volta arrivato a Bingol dopo aver sostato nel Karabakh, impose nuovamente il suo controllo in Azerbaigian, Georgia e Iraq e, a quel punto, si fece strada verso la Siria e l'Anatolia. Fu allora che Tamerlano poté attaccare l'impero ottomano, allora governato dal quarto sultano, Bayezid I, intento a espandersi sia verso ovest che verso est, annettendo territori abitati da popolazioni turcomanne che avevano invocato l'aiuto dell'emiro.

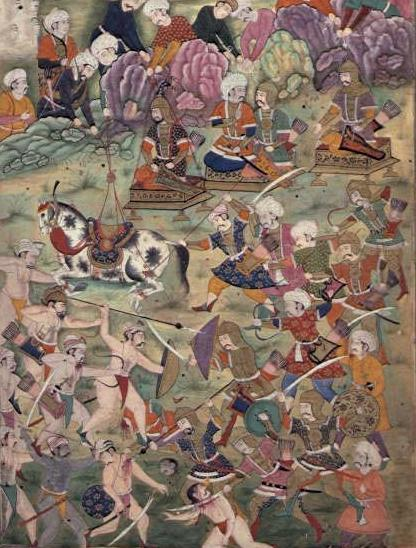
Una scena raffigurante la battaglia di Ancyra. Illustrazione mongola di autore ignoto

Per aprirsi la strada verso l'Anatolia, Tamerlano attaccò il sultano mamelucco dell'Egitto al-Nāṣir Faraj (1389-1412), distruggendone facilmente l'esercito. A seguire invase la Siria conquistando Antiochia, successivamente saccheggiò Aleppo, quindi prese le città di Damasco (gennaio 1401), con molti degli abitanti massacrati, a eccezione degli artigiani, deportati in massa per contribuire ai lavori di abbellimento di Samarcanda, e di Baghdad (giugno 1401, causando un nuovo sterminio). La campagna fu interrotta solo quando lo stesso sultano mamelucco dell'Egitto fece atto di sottomissione.
Lo scontro con il sultano ottomano avvenne nella battaglia di Ancyra (Ankara), il 20 luglio 1402. Si trattò di uno scontro dalle vaste proporzioni, tanto che le fonti coevi stimano gli uomini fedeli a Tamerlano compresi tra 800.000 e 1.400.000 uomini: tuttavia, gli studiosi moderni considerano le cifre verosimilmente esagerate. Grazie all'ausilio di turco-mongoli della Transoxania, corasmi (persiani), turcomanni, oltre a un grande numero di elefanti da guerra indiani, gli ottomani, meno numerosi e affiancati da mercenari serbi e 10.000 giannizzeri, riportarono una disastrosa sconfitta.

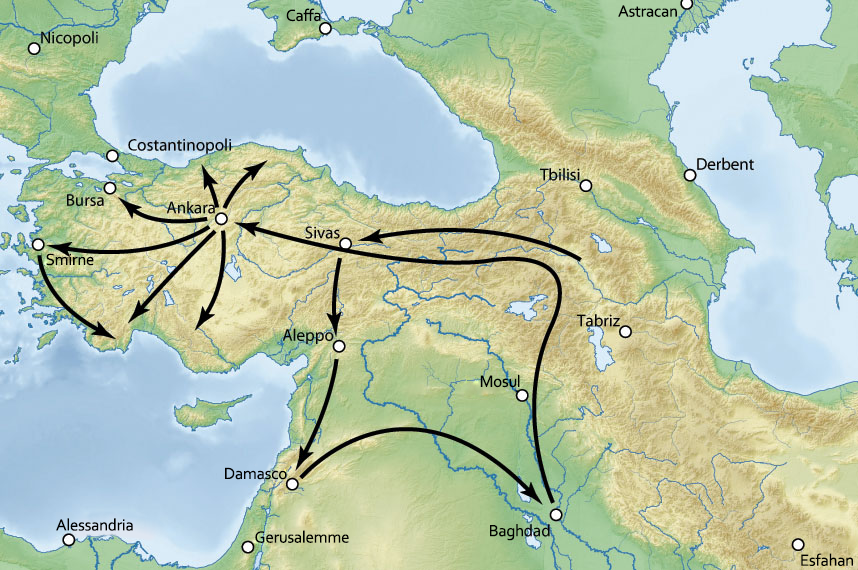
La campagna di Tamerlano in terra mamelucca in Anatolia

La grande esperienza militare degli uomini di Tamerlano fece la differenza e il sultano Bayezid I, sebbene eroicamente difeso dal contingente alleato serbo destinato alla sua persona e ai suoi eredi, fu catturato e trascorse gli ultimi mesi della sua vita da prigioniero alla corte di Tamerlano (secondo alcune fonti, morì suicida in cattività). Soltanto il primogenito di Bayezid riuscì a fuggire dal massacro, preservando così la linea dinastica del Sultanato ottomano.
Alla battaglia assistettero anche numerosi ambasciatori inviati dai re cristiani presso Tamerlano per valutarne la potenza e la reale forza militare. La conduzione strategica della battaglia da parte di Tamerlano, secondo quanto venne riferito, era stata ancora una volta perfetta, nonostante l'enorme massa dei combattenti. La vittoria spinse l'emiro a pianificare presto incursioni verso tutte le direzioni dall'attuale capitale turca.
La vittoria di Tamerlano sui turchi riuscì nei fatti a ritardare di cinquant'anni la presa di Costantinopoli da parte degli ottomani. Gli occidentali erano però molto preoccupati dall'avanzata ottomana in Anatolia, che stava erodendo l'impero bizantino e poteva minacciare tutti gli stati affacciati sul Mediterraneo. Nei mesi successivi alla grande battaglia, Tamerlano aveva aggredito Bursa, Nicea e Pergamo, dove rimase incantato a contemplare i resti della civiltà classica, come era accaduto a Baalbek. Divenuto padrone dell'Anatolia, non si dimostrò disponibile a fermarsi, considerato il suo sogno di eseguire una seconda volta l'impresa di Genghis Khan. Così si spiegano le conquiste di Smirne, difesa dagli Ospitalieri di Rodi, Focea e Chio. Gli europei erano molto indecisi sul da farsi e molti continuavano a sperare nell'alleanza con i mongoli, come Enrico III di Castiglia che spedì più ambascerie a Tamerlano. L'ambasciatore de Clavijo che visitò la corte di Tamerlano a Samarcanda nel 1404 notò che, malgrado lo splendore della città ornata da maestosi edifici e circondata da alte mura, il grande emiro continuava a vivere e a tenere corte in un accampamento di ventimila tende, alla maniera dei nomadi mongoli.

#### Tentativi di espansione in Cina
Considerata la reputazione di ricca e influente potenza dell'Asia orientale, Tamerlano pensò seriamente negli ultimi anni della sua vita di invadere la Cina. Il suo impero aveva percepito già in tre occasioni dei tributi da quella terra (1387, 1392 e 1394). A tal scopo, strinse un'alleanza con le tribù mongole concentrate nell'attuale Mongolia e si preparò a raggiungere Bukhara. Nonostante Tamerlano preferisse combattere le sue battaglie in primavera, nel 1405 decise di compiere invece un'insolita campagna invernale che gli costò la vita per una malattia sconosciuta contratta a Farab, senza aver dunque mai raggiunto il confine cinese.

### Il dominio di Shah Rukh (1405-1447)

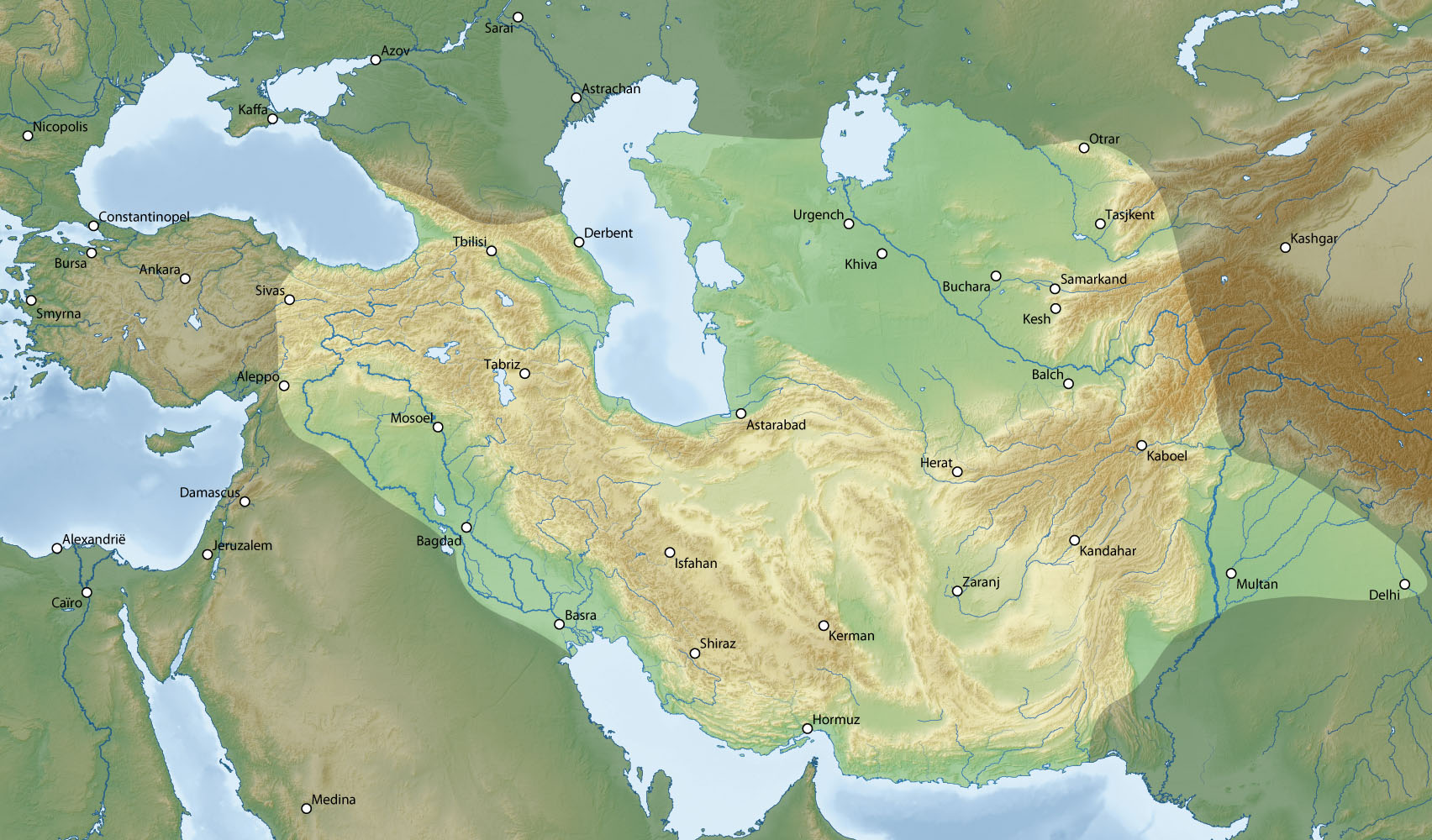
L'Impero timuride alla morte di Tamerlano, 1405

Dopo la morte di Tamerlano, lo Stato timuride iniziò a indebolirsi: nel paese scoppiarono guerre civili e dispute per il trono, poiché figli e nipoti si contesero il potere nonostante il signore della guerra avesse nominato suo nipote Pir Muhammad come successore. Con i vari pretendenti situati rispettivamente a Samarcanda, in Iran, a Miranshah, a Baghdad, in Azerbaigian e a Herat, si può facilmente comprendere come non si poteva più immaginare la stessa stabilità di un impero unito. La dipartita di Tamerlano coincise dunque con il termine dell'apogeo della realtà timuride, che non tornò mai più a rivivere i fasti di una volta. Pir Muhammad sopravvisse per un solo anno al nonno e morì nel 1406, quando il trono fu occupato brevemente da Miran Shah.
Sebbene altri figli e nipoti del defunto signore della guerra non riuscirono a imporsi nel corso delle lotte civili avvenute in tutto il territorio posseduto da Tamerlano, Shah Rukh, suo quarto figlio, riuscì a mantenere la sua posizione di governatore nel Khorasan e si affermò definitivamente a Samarcanda tra 1405 e 1409. Nello stesso periodo cedette l'amministrazione della città a suo figlio Uluğ Bek, trasferendo la capitale a Herat. Negli anni immediatamente antecedenti, fu in grado di riunire alcuni dei territori sotto il controllo di altri emiri e si impadronì di svariati insediamenti avanzando verso l'Iran meridionale e centrale. Tuttavia, parte di quanto conquistato durante il regno del suo predecessore ritornò sotto il controllo dei passati detentori. I Jalayridi, sostenuti dagli Ottomani, combatterono strenuamente per riottenere quanto perduto a Baghdad, costringendo Shah Rukh a dover rinunciare alla prospettiva di riaffermarsi in Azerbaigian (conteso più volte), Mesopotamia occidentale e Anatolia orientale. Anche le terre in Siria, sottratte al Sultanato mamelucco, seguirono la medesima sorte. I mongoli Chagatai crebbero rapidamente come gruppo politico e il peso della loro autorità divenne significativo durante tutto il regno di Shah Rukh.

Una ricostruzione del busto di Shah Rukh basata su uno studio del suo teschio

Durante gli anni 1420 e 1430, il sultano dovette preoccuparsi di sopprimere delle ribellioni nel Kara Koyunlu, con la riconquista di alcuni importanti centri come Tabriz che si rivelò effimera. Anche in campo religioso si verificarono delle difficoltà: il suo ostracismo verso gli hurufiti portò un fedele, nel 1426, a tentare di assassinarlo all'uscita da una moschea. La serie di indagini che mise in atto per trovare il responsabile si rivelò indirettamente funzionale a rimuovere esponenti della sua corte a lui non graditi, ma ciò non gli garantì un maggior sostegno dei suoi sudditi. Ebbe maggiore fortuna in campo culturale, economico e amministrativo, rimpiazzando l'obsoleto impianto di suo padre, fortemente legato alle usanze mongole, con istituzioni più moderne. Inoltre, fece entrare in azione tribunali che applicassero la Legge (Shari'a). La sua passione per l'arte lo portò a conoscere influenti artisti cinesi, persiani e arabi, contribuendo a una stagione di fioritura per la letteratura e l'architettura.
Nel 1446, all'età di settant'anni, un importante conflitto lo impegnò con suo nipote Muhammad bin Baysonqor, bramoso di espandere la sua influenza in Persia. Shah Rukh prevalse sugli insorti facendone prigionieri la maggior parte e stroncando quasi del tutto i focolai ribelli. La sua morte, avvenuta nel 1447, impedì che le operazioni si concludessero definitivamente, con il risultato che guerre civili e lotte intestine riemersero in diverse aree geografiche.

### Il dominio di Uluğ Bek (1447-1449)

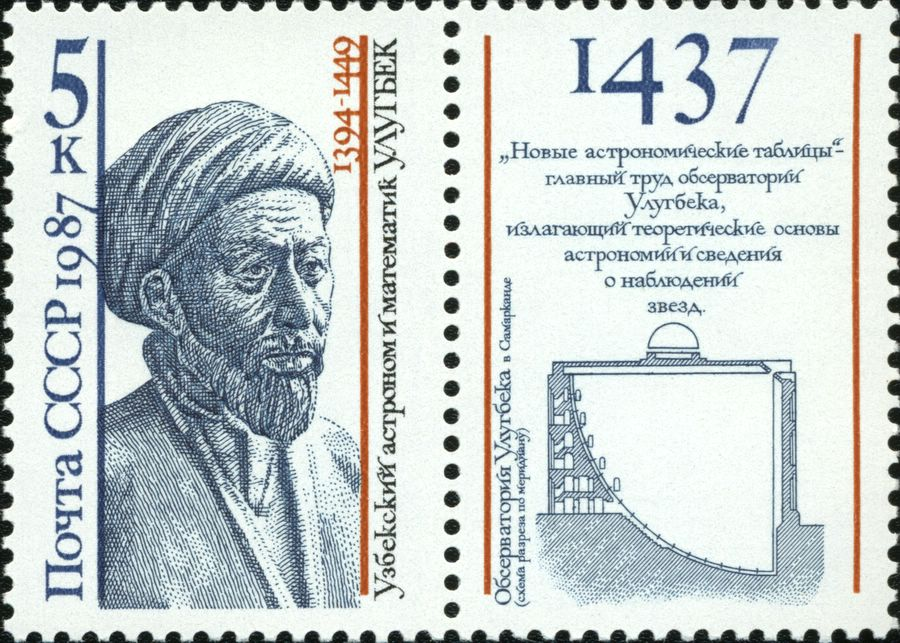
Uluğ Bek ritratto in un francobollo sovietico del 1987

Dopo la morte di Shah Rukh nel 1447, gli successe suo figlio Uluğ Bek. Quest'ultimo dovette presto fronteggiare altri eredi che rivendicano il trono di Tamerlano. Anche se senza aver riportato fortuna in questa lotta, le guerre del trono compromisero ulteriormente l'impero. A causa di conflitti interni, il governo subì un indebolimento. Durante il dominio di Uluğ Bek, i Kara Koyunlu iniziarono a rappresentare una minaccia per lo Stato timuride. Allo stesso tempo, i Chagatai cominciarono a organizzarono degli attacchi per stabilire il potere in Transoxiana. Uluğ Bek si distinse più per le sue conoscenze scientifiche che nel suo ruolo di governatore.
Sconfitto dalle truppe del suo bellicoso figlio ribelle ʿAbd al-Laṭīf Mīrzā, il 24 ottobre 1449 Uluğ Bek si dimise in favore di Abdullatif e si dichiarò intenzionato a giungere in pellegrinaggio a la Mecca con Haji Khorasan. ʿAbd al-Laṭīf liberò il padre dalla prigionia a cui era stato costretto, autorizzandolo tacitamente a partire dalla capitale. Tuttavia, si assicurò che Ulugh Beg non raggiungesse mai la sua destinazione, facendolo assassinare, così come suo fratello ʿAbd al-ʿAzīz, nel 1449. Pare che Uluğ Bek fu condannato a morte con l'accusa di aver deviato dagli insegnamenti islamici a seguito di un processo sommario.

### Il regno di Abu Sa'id (1451-1469)

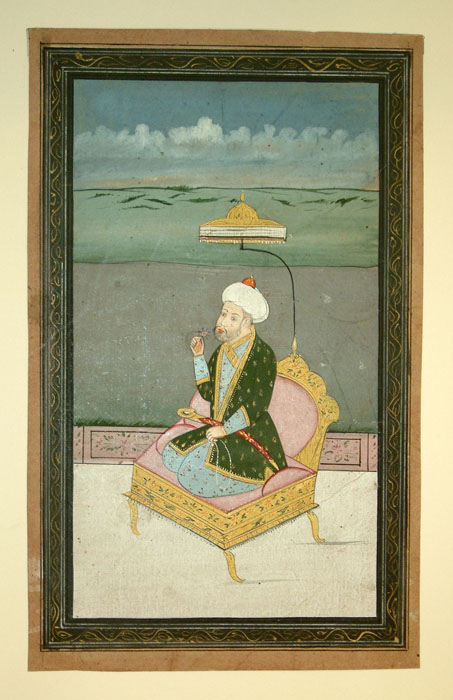
Illustrazione di Abu Sa'id di un artista mongolo sconosciuto

Durante il regno di Abu Sa'id, lo Stato timuride vide il suo percorso di declino aumentare e rallentare a momenti alterni. La perdita della supremazia nelle terre occidentali all'interno della sfera d'influenza timuride causò un duro colpo. Al contempo, si susseguirono delle migrazioni di massa di comunità uzbeke verso la Transoxiana. L'intensificarsi di tali movimenti, iniziati invero già durante il regno di Tamerlano, ebbe un discreto impatto durante il mandato di Abu Sa'id. Infatti, la crescente influenza degli uzbeki nelle alte sfere della società e nell'esercito permise loro di aspirare col tempo a cariche di grande prestigio. Con la campagna di riconquista verso ovest, cioè nel Khorasan e nell'Azerbaigian, Abu Sa'id voleva ripristinare l'autorità timuride, malgrado le operazioni non sortirono effetto duraturo e le acquisizioni andarono perse nel giro di qualche anno. Al contrario, sfruttando gli scontri in cui impegnati i Kara Koyunlu, egli riuscì a impossessarsi nuovamente della capitale Herat nel 1458.
Nel 1460 dovette confrontarsi con un'alleanza di tre principi del suo impero a lui ostili. Tra 1460 e 1463 risultò costretto a portare avanti delle lotte contro ulteriori oppositori, impegnandosi in prolungati e dispendiosi assedi (è il caso di alcuni scontri avvenuti sul Syr Darya uzbeko). Abu Sa'id fu l'ultimo timuride a cercare di restaurare l'impero di Tamerlano da Kashgar alla Transcaucasia. Per riuscire nello scopo, negli ultimi anni della sua vita volle impegnarsi in una campagna contro Uzun Hasan, a capo degli Aq Qoyunlu. Sfruttando a titolo di pretesto la richiesta di aiuto di suo figlio nelle terre di Hasan, abbandonò le precedenti relazioni diplomatiche intessute con gli Aq Qoyunlu e si lanciò all'assalto nel febbraio del 1368. Le disavventure legate alla difficoltà di fornitura degli approvvigionamenti, le temperature invernali rigide e le imboscate subite dai Timuridi nella loro marcia verso ovest demoralizzarono l'esercito, pregiudicando il risultato della battaglia di Qarabagh del 4 febbraio 1469. Alle numerose perdite si aggiunse anche la cattura di Abu Sa'id, che fu imprigionato e successivamente decapitato da Hasan.
La perdita definitiva dei territori occidentali anticipò la frammentazione dei successori di Abu Sa'id. Fu uno dei nipoti di Tamerlano, Husayn Bayqara, che espugnò Herat il 24 marzo 1469 e poté in tal modo divenire il sovrano timuride del Grande Khorasan.

### Il governo di Hussein Baygara (1469-1506)

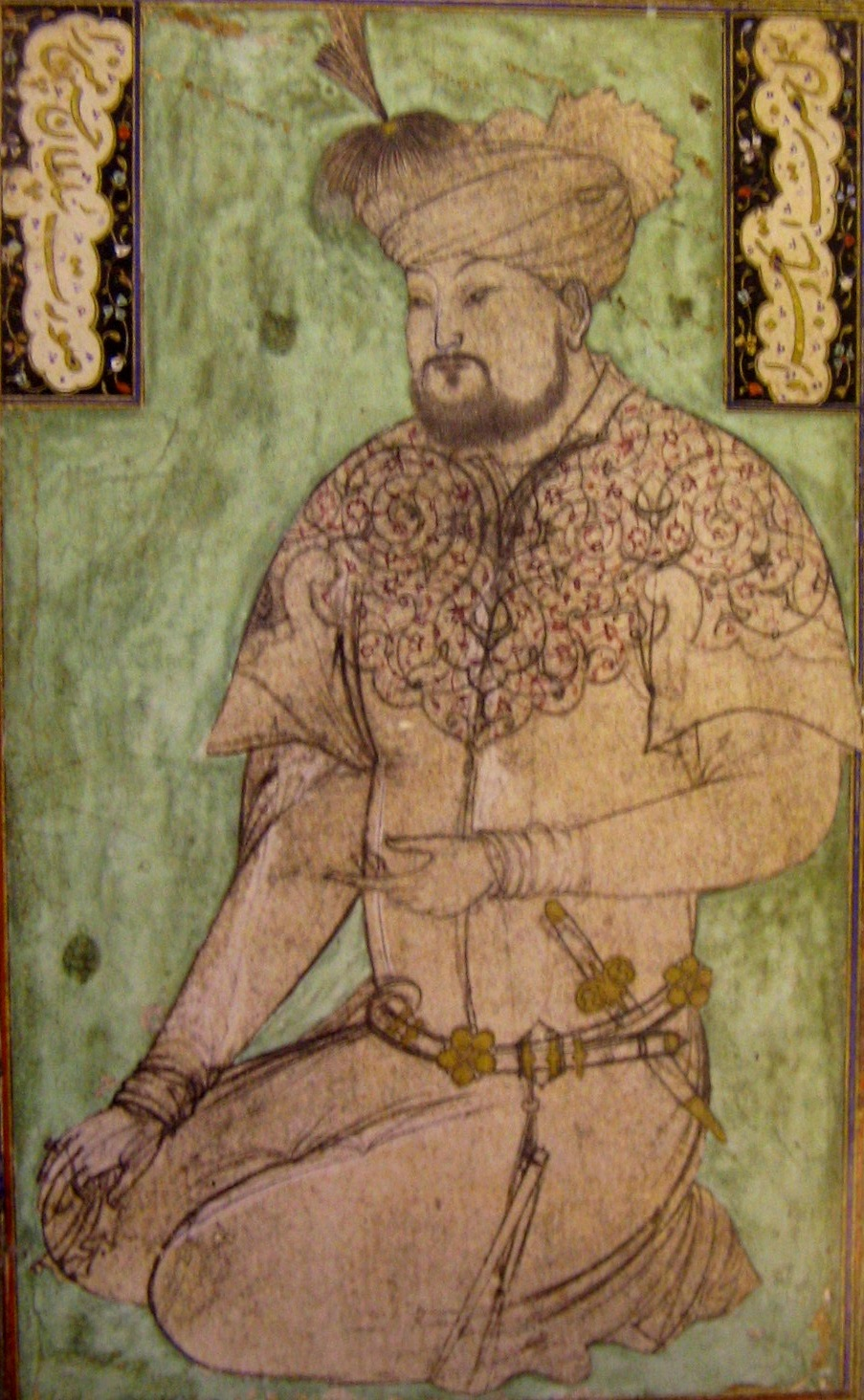
Ritratto di Husayn Bayqara del 1490

Il sultano Husayn Bayqara, figlio di Mansur Mirza, pronipote di Tamerlano, prestò servizio sotto Abul-Qasim Babur, un altro dei nipoti di Tamerlano e sovrano di Herat, nelle successive rivolte scoppiate dopo la dipartita di Uluğ Bek. Dopo essersi distinto in una sequela di campagne antecedenti, fu con la presa dell'antica capitale oggi compresa in Afghanistan che consacrò il suo titolo di capo dell'impero timuride.
Appena salito il potere, la situazione che si trovò a gestire appariva abbastanza complicata: i conflitti con Uzun Hasan, che non si erano esauriti con la morte del predecessore di Bayqara, lo spinsero sulla scia dell'entusiasmo a spingersi in profondità nel territorio timuride. Approfittando di un incredibile numero di diserzioni, Hasan fu in grado persino di sottrarre Herat al suo nemico nel 1470 per sei settimane. All'eroica riconquista, avvenuta con un'operazione notturna che vedeva la presenza di soli 350 uomini, egli si assicurò in fretta che i governatori Timuridi in Transoxiana si astenessero dal provocare nuovi conflitti, cosa che grosso modo avvenne perché questo erano troppo provati dagli scontri passati. A quel punto, cercò di tutelarsi dagli Shaybanidi e fortificò le proprie fortezze lungo l'Amu Darya. Inoltre, si impose anche in Corasmia.
Dopo aver rianimato la terra che amministrava, sia pur di dimensioni ridotte rispetto ai decenni passati, e avendo eliminato le minacce esterne e interne, Bayqara si concentrò sulla letteratura e sull'arte e governò con i suoi figli, che nominò governatori delle province. Bayqara fu visto come «un buon re, amante della pace e della giustizia», e realizzò numerose strutture, tra cui una famosa scuola. L'impero sembrò finalmente respirare quel periodo di pace che mancava da tanto tempo. Durante i 37 anni di regno del sultano, Herat assurse al ruolo di centro della cultura turca e tale felice arco temporale viene chiamato dagli storici "Rinascimento timuride".
Tuttavia, la situazione cambiò quando, negli ultimi venti anni del regno del sultano, questi fu costretto a trattare con diverse rivolte e incursioni. Le dispute furono causate dai suoi figli, i quali volevano succedergli prima della sua morte; essi cercarono di acquisire maggiore influenza nel governo passando per la tattica della disobbedienza. Badi 'al-Zaman Mirza, il suo primogenito, esercitò un ruolo relativamente importante in queste controversie, avendo tentato, nel 1499, di assassinare suo padre. Frattanto, approfittando della complicata situazione, gli uzbeki, che avevano costituito a lungo una minaccia alla stabilità dello Stato, si ribellarono e conquistarono, nel 1500, dapprima Bukhara e poi Samarcanda. Nel 1501, mentre proseguiva la guerra civile tra il sultano e suo figlio, Muhammad al-Shaybani, a capo degli uzbeki, avanzò quasi indisturbato in Transoxiana. Una volta minacciato il Khorasan, poiché soffriva per gli effetti della malattia e dell'età avanzata, Bayqara non si mosse anche dopo che Bābur, suo lontano parente con cui si era alleato, gli consigliò di agire. Gli uzbeki iniziarono dunque a condurre incursioni incontrastati nel Khorasan. Alla fine, il sultano cambiò idea e cominciò a marciare contro di loro, ma morì nel 1506 poco dopo aver iniziato la sua campagna. L'eredità del suo impero fu contesa tra i suoi figli Badīʿ al-Zamān e Muzaffar Ḥusayn. Bābur, che aveva iniziato una spedizione a sostegno di Ḥusayn, osservò le lotte tra i fratelli e decise che, a causa dell'impossibilità di difendere il territorio, era bene ritirarsi. L'anno successivo, Muḥammad Shaybānī conquistò Herat, costringendo i successori di Ḥusayn a fuggire, mettendo così fine al dominio timuride in Khorasan. La grande eredità dell'impero finì proprio in mano a Bābur, influente generale che seppe creare uno dei più influenti domini dell'Asia noto come impero Moghul.

## Politica

### Ordinamento dello Stato

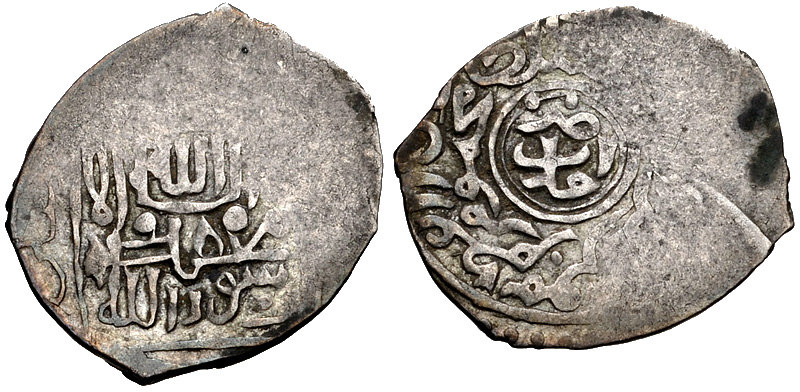
Moneta di epoca timuride coniata ad Āmol, nella provincia iraniana di Mazandaran

Mentre Tamerlano assunse il titolo di emiro, i suoi successori assunsero il titolo di sultano: il riconoscimento di emiro traslò in capo a coloro che mostravano coraggio in battaglia, partecipando alle battaglie e all'amministrazione locali. Lo Stato timuride era una tipica monarchia feudale orientale, con una suddivisione amministrativa ripartita in province. Queste ultime erano gestite da principi ed emiri nominati dai governanti di grado più alto.
Il sovrano si occupava dell'assegnazione dei feudi, nominava un tesoriere e distribuiva, a grandi linee, i bottoni di guerra. Inoltre, si curava della gestione delle politiche religiose, prestando cura dei costumi islamici e autorizzando in ogni provincia e città la nomina di magistrati (qadi), giurisperiti (muftī) e supervisori dei bazar (muḥtasib). Esisteva inoltre un giudice precostituito esclusivamente per le questioni di ordine militare. Le figure degli emiri della giustizia avevano inizialmente lo scopo di informare il sovrano sui problemi che intercorrevano tra i soldati e il popolo.
Durante il regno di Tamerlano, operavano quotidianamente quattro visir al divano:
1. Ministro di Stato e dei Cittadini: teneva informato il sovrano degli eventi di spicco che avvenivano ogni giorno, del benessere della popolazione, delle importazioni di prodotti, delle operazioni degli esattori delle tasse e della loro distribuzione, delle entrate e delle spese;[107]
2. Ministro della Difesa: doveva pagare gli stipendi dei soldati per il servizio reso al trono, risollevare il morale e informare il sovrano della loro condizione.[108][109]
3. Ministro della successione: doveva occuparsi dell'assegnazione dei beni alle famiglie che pativano un lutto per via delle guerre, della gestione dei profughi, dello zakāt, di supervisionare la condizione dei contadini e di controllare ulteriormente la riscossione delle tasse. Il principio dell'incameramento statale dei beni immobili costituiva l'extrema ratio, ragion per cui il ministro era tenuto a consegnare i beni immobili ai legittimi eredi;[110]
4. Ministro degli Affari: doveva essere a conoscenza delle entrate e delle spese di tutti i dipartimenti del regno, delle spese del tesoro e pure delle spese per il mantenimento delle stalle equine e del palazzo.[110]

Oltre a questi ministri, in seguito se ne aggiunsero altri tre per sovrintendere ai beni all'estero e nel paese, per occuparsi delle relazioni finanziarie di importanza statale ivi e per gestire le entrate delle province. Questo trio era subordinato al divano.
A redigere documenti per informare il sovrano sulle condizioni dell'esercito, del popolo, dei richiedenti, del miglioramento e delle condizioni di difficoltà dell'impero erano degli scribi di corte. Gli uffici postali furono istituiti già durante il regno di Tamerlano per garantire la trasmissione delle informazioni. Ogni stazione ospitava 200 cavalli ed era pagata dalla popolazione locale.

#### Governatori
- Tamerlano
- Pir Muhammad (figlio di Jahangir) (reg. 1405–1407)
- Khalil Sultan
- Shah Rukh
- Ulugh Beg
- 'Abd al-Latif Mirza
- 'Abd Allah Mirza
- Sultan Muhammad
- Abul-Qasim Babur Mirza
- Sultan Ahmed Mirza
- Sultan Mahmud Mirza
- Mirza Shah Mahmud
- Ibrahim Mirza
- Abu Sa'id Mirza
- Umar Shaikh Mirza II
- Husayn Bayqara
- Yadgar Muhammad Mirza (reg. 1469–1470)
- Badi 'al-Zaman Mirza

### Giustizia
Durante il periodo di massimo splendore, l'impero timuride si estendeva dai fiumi Irtyš e il Volga al Golfo Persico, dal Gange a Damasco e alla Turchia orientale. Per amministrare un dominio così vasto è chiaro che occorresse un qualche sistema normativo: nel corso del tempo, si passò dalla yassa (il codice di norme orali tramandato dai popoli mongoli) alle regole dei turchi e, infine, alla sharia.

### Esercito

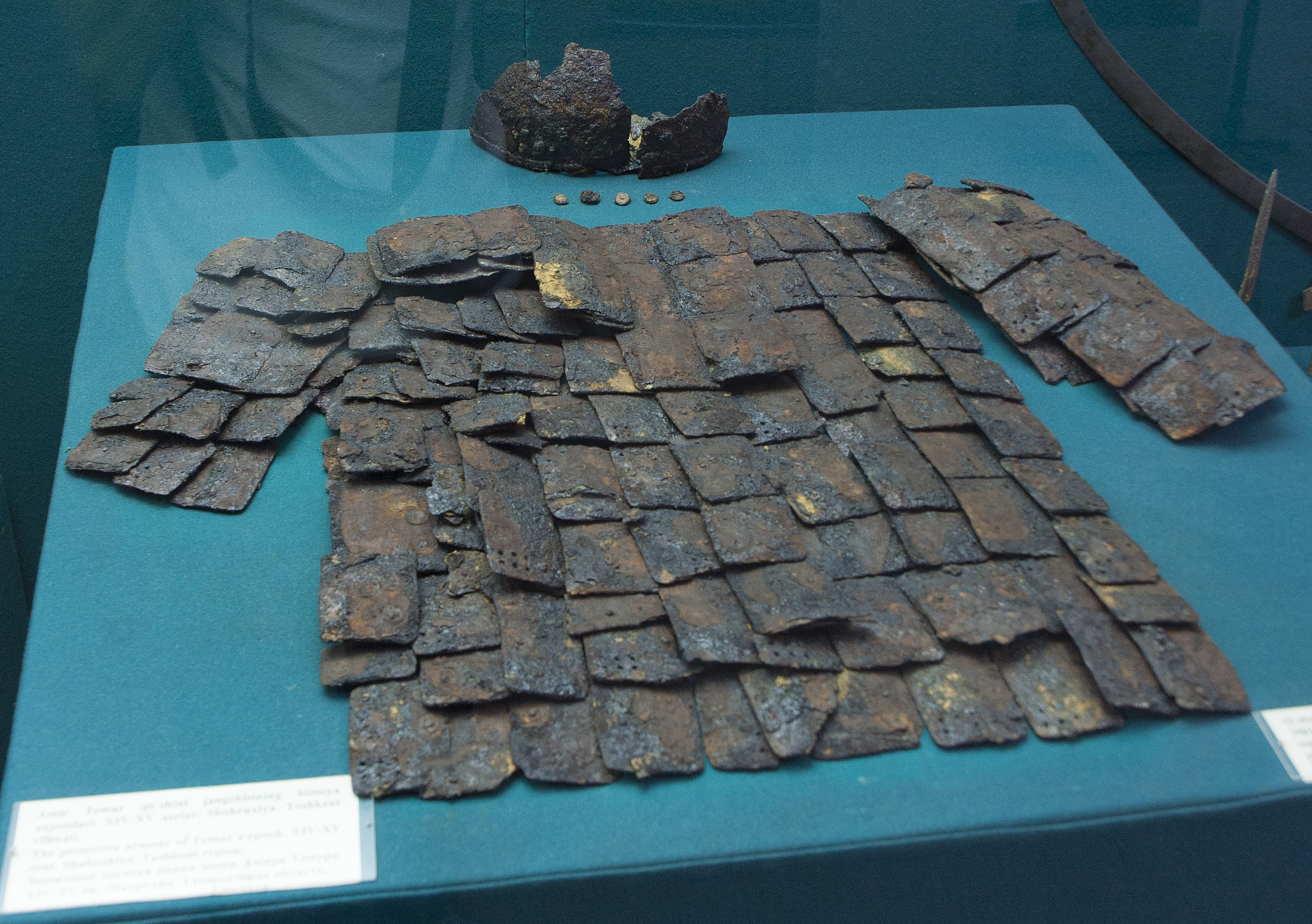
Cotta di un soldato dell'epoca di Tamerlano (fine XIV secolo)

La forza d'attacco dell'esercito dello stato timuride consisteva in unità di cavalleria pesantemente e leggermente corazzate. La tattica degli elefanti, appresa durante la campagna indiana, affascinò Tamerlano, il quale ricorse all'impiego di questi grandi mammiferi negli scontri con mamelucchi e ottomani. Allo stesso tempo, man mano che procedeva l'espansione, gli ufficiali di Tamerlano ricorsero all'arruolamento dei popoli assoggettati tra le proprie file. Nella gerarchia dell'esercito, a mano a mano che si saliva verso la sommità, anche gli equipaggiamenti erano migliori.
A seconda del numero di forze nemiche, l'esercito era guidato dal sovrano stesso, dagli emiri e dall'umarāʾ al-muʾminīn. Quest'ultimo, una sorta di generale supremo di epoca timuride, era il comandante dell'esercito. Il titolo di emiro, come si è detto assegnato per essersi resi responsabili di azioni meritorie, si suddivideva ulteriormente in dodici gradi. Dal primo al dodicesimo rango, l'emiro di ogni fascia era considerato il vice di quello immediatamente superiore. Il dodicesimo era il vice dell'emiro al-'Umara, mentre l'emiro al-'Umara era il vice governante. Nell'esercito, l'unità base era composta da dieci persone (onlik), capeggiata da un ufficiale, mentre la divisione base era quella in tumen (corrispondente a 1.000 uomini). L'equipaggiamento base di soldati di classe media prevedeva una tenda, due spade, una picca, una corda, della pelle, un'ascia e altre attrezzature. Gli yasavul avevano il compito di fornire assistenza ulteriore o eseguire le disposizioni del sovrano in ambito militare.
Mentre l'esercito marciava, gli veniva assegnato un comandante (tovachi), il quale sorvegliava le manovre. Se qualcosa veniva sottratti all'esercito, i tovachi erano passibili di sanzioni più o meno gravi a seconda dell'entità. La costruzione di fortificazioni difensive trovava vari sviluppi, preferendosi su tutte l'uso di palizzate in legno intorno ai siti da presidiare e l'edificazione di cittadelle.
Nell'esercito dello stato timuride, i gruppi che effettuavano incursioni notturne erano chiamati chapavul. Il centro dell'esercito era chiamato qol, il fianco destro barangar e il sinistro jarangar. Quando l'esercito avanzava, le unità di ricognizione avanzavano dinanzi ad esso e venivano chiamate sentinelle (qarovul). Le suddivisioni, particolarmente complicate con riferimento a ricognitori, retroguardia e altre sezioni diveniva ancor più articolata a seconda del numero di combattenti impiegati e del nemico affrontato. Anche il ricorso alla tattica della finta ritirata, una scelta tipicamente mongola, avvenne in varie situazioni. Durante il regno di Tamerlano, un terzo dell'esercito operativo era obbligato a proteggere i confini e due terzi ad essere immediatamente reperibili per la partecipazione ad eventuali campagne.

### Simboli
Si pensa che il simbolo principale dei Timuridi fosse il cosiddetto "segno di Timur", costituito da tre cerchi (o anelli) uguali disposti a forma di triangolo equilatero. Ruy de Clavijo, l'ambasciatore del re della Castiglia alla corte di Tamerlano nel 1403, e lo storico arabo Ibn Arabshah hanno fornito una descrizione dell'insegna così come si presentava sul sigillo dell'emiro, oltre che sulle monete di epoca timuride. Non si sa con certezza quale significato avesse il segno triangolare, ma, secondo Clavijo, ogni cerchio stava ad indicare i tre continenti del mondo conosciuto (Europa, Asia e Africa). Un'altra possibile teoria è che facesse riferimento all'appellativo riservato a Tamerlano di "Sahib-Qiran" (il sovrano di tre pianeti benevoli).
Spesso le rappresentazioni dei tamga (simboli di origine mongola) sulle monete erano accompagnate dall'espressione persiana Rāstī rastī (راستى رستى, Nastaliq), che può essere tradotta come «Nella rettitudine sta la salvezza». È noto altresì che la stessa espressione veniva riportata talvolta anche su documenti ufficiali.

## Società
Tamerlano era affiliato alla tribù dei barlas, essendo pertanto verosimilmente un discendente di quella popolazione turco-mongola che viveva tra Uzbekistan, Turkmenistan e altre regioni dell'Asia centrale. A causa degli stretti legami con le popolazioni indigene dell'Asia centrale, in particolare in Transoxiana, i barlas vedevano al proprio interno persone che professavano religioni diverse dall'islam (soprattutto il buddhismo e lo sciamanesimo). Questi strette connessioni permisero un'influenza e una mescolanza delle diverse culture. Per tale ragione, i barlas attinsero elementi del mondo mongolo, uiguro, turcomanno, tarkhan, persiano (soprattutto) e di altre tribù ancora dell'Asia centrale. Per questa ragione l'epoca timuride ebbe un carattere plurale, riflettendo sia le origini turco-mongole che l'alta cultura letteraria, artistica e cortese persiana della dinastia.

### Lingue

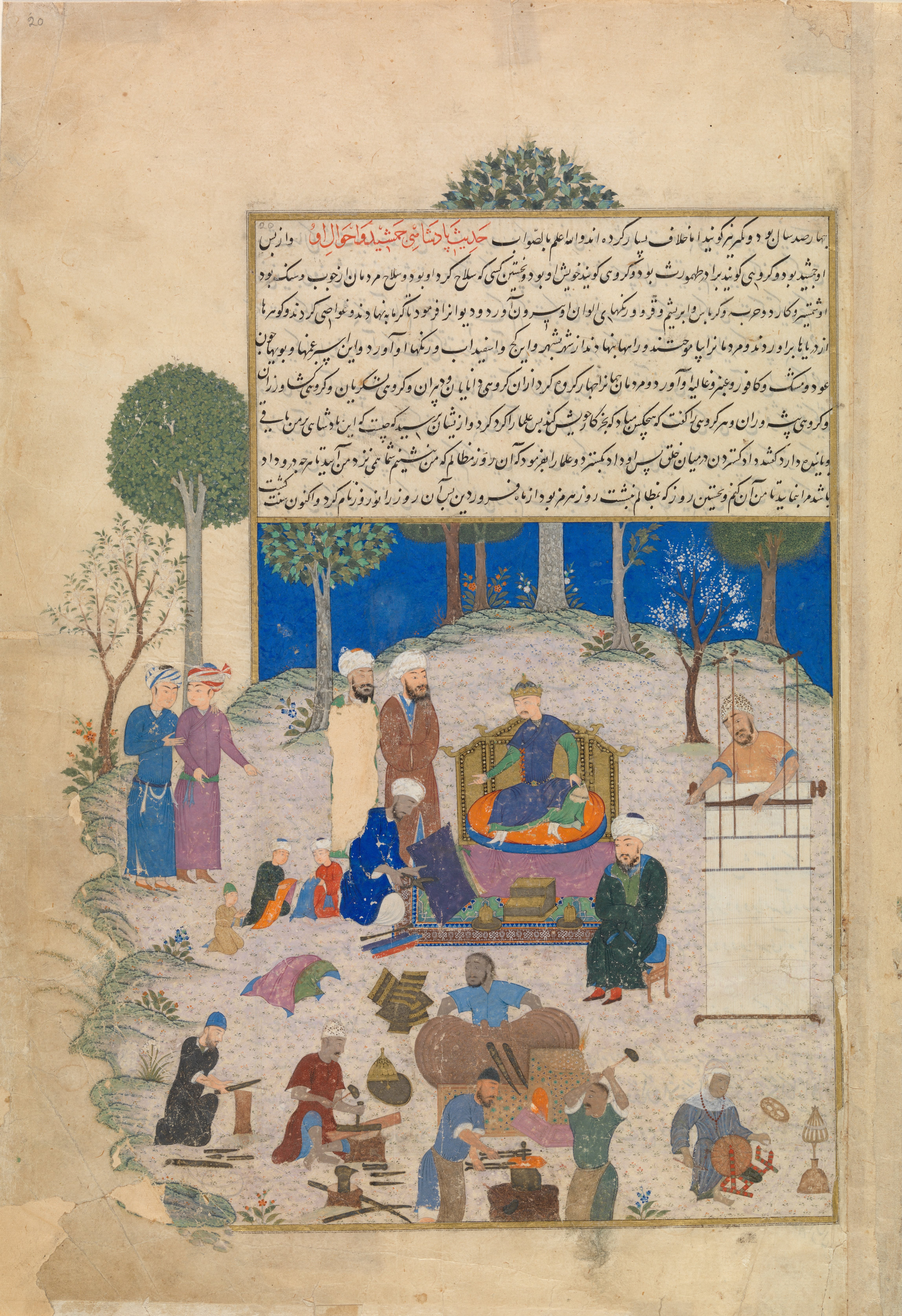
Jamshid in una miniatura scritta in lingua persiana completata a Herat nel 1476

L'Asia centrale dell'epoca timuride si esprimeva in lingue diverse a seconda del ceto sociale. Almeno nelle prime fasi, i militari erano quasi esclusivamente turco-mongoli, mentre l'elemento civile e amministrativo era quasi esclusivamente persiano. La lingua parlata e conosciuta da tutti i turco-mongoli pressoché ovunque risultava il chagatai. Ad ogni modo, l'idioma principale del periodo era il persiano, la lingua madre dei tagiki e quella appresa da chiunque avesse un tasso di istruzione anche minimo. Nel grosso dei territori sottomessi da Tamerlano il persiano appariva la lingua principale dell'amministrazione e della cultura letteraria. Così, la lingua espressa nelle assemblee del divano era il persiano, tanto che gli scribi che annotavano le riunioni dovevano necessariamente essere esperti nella cultura persiana, indipendentemente dalla loro origine etnica. Il persiano divenne quindi la lingua ufficiale dell'impero timuride e trovò utilità in ambito amministrativo, accademico, letterario e poetico. Il chagatai era la lingua nativa e colloquiale della dinastia timuride, mentre l'arabo rimase l'«idioma dell'élite», quello espresso dagli studiosi di filosofia, scienza, teologia e scienze religiose.

## Cultura

### Arte

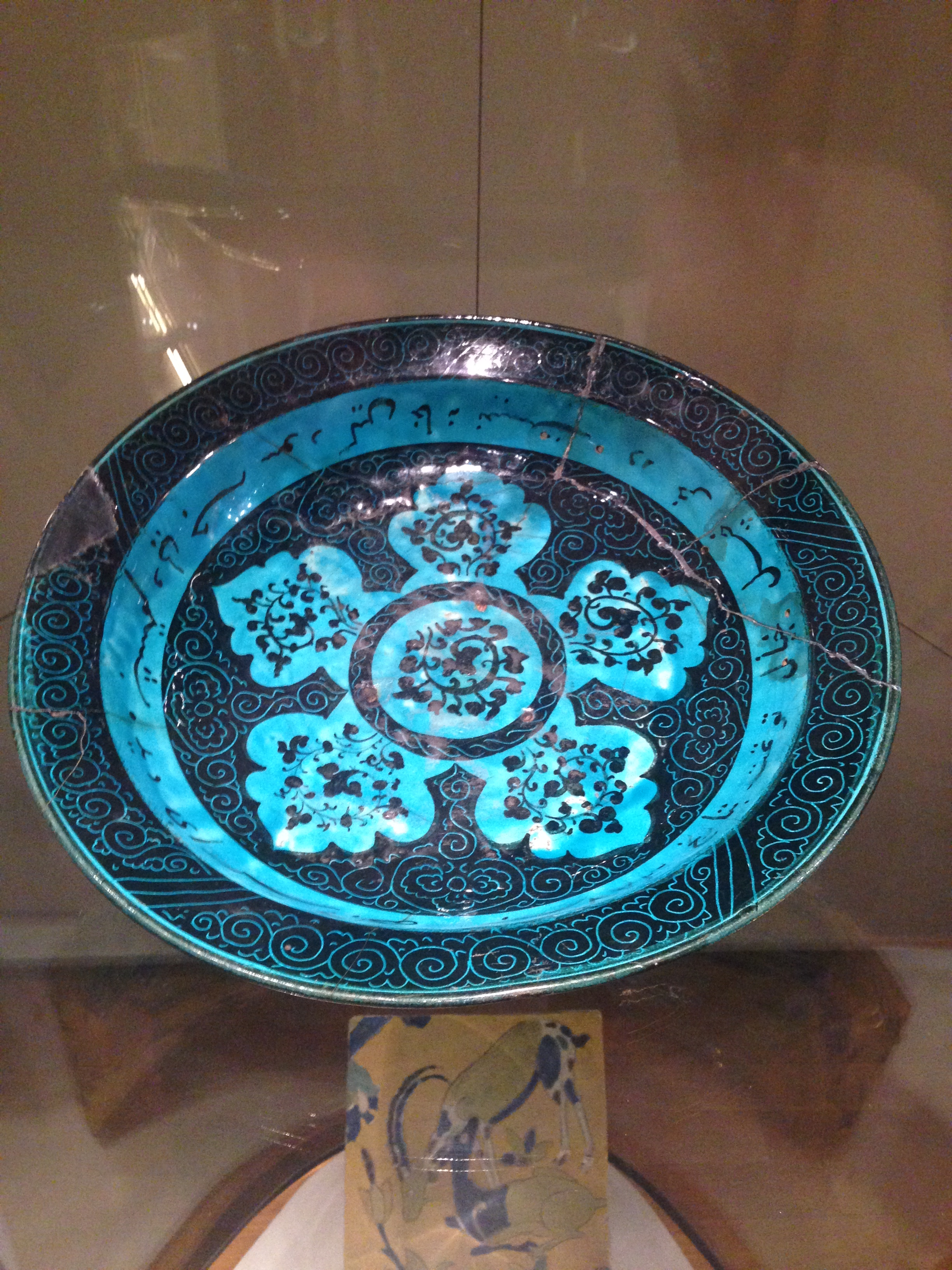
Grande piatto con sfumature turchesi del 1468-1469 ritrovato in Iran

L'età d'oro della pittura persiana iniziò durante il rinascimento timuride. In questo periodo l'arte e gli artisti cinesi influenzarono sensibilmente i lavori persiani. I Timuridi estrinsecarono l'arte persiana nei testi scritti, che combinavano carta, calligrafia, illuminazione, illustrazione e rilegatura in un insieme brillante e colorato. L'etnia turco-mongola fu la fonte della rappresentazione stilistica dell'arte persiana durante il Medioevo. Gli stessi mongoli si sposarono con i persiani e i turchi dell'Asia centrale, adottando persino la loro religione e le loro lingue. Eppure, il loro semplice controllo del mondo in quel momento, in particolare nei secoli XIII-XV, si rifletteva nell'idealizzazione dei persiani alla stregua dei mongoli. Sebbene la composizione etnica si fuse gradualmente con le popolazioni locali iraniane e mesopotamiche, il fascino dell'eredità mongola continuò a suscitare fascino per diverso tempo, attraversando l'Iran orientale, l'Asia minore e lambendo persino il Nord Africa.
Sebbene non sia possibile parlare di uno stile unico in questo periodo in cui furono create importanti opere d'arte islamica, è possibile analizzare una sintesi delle differenze locali. Tra i luoghi in cui sono state create opere originali, c'erano centri d'arte unici che incarnavano lo spirito generale dell'arte timuride. Da questo punto di vista, Samarcanda, Baghdad, Herat e Shiraz divennero centri di artigianato.
A Samarcanda, capitale dello stato timuride, oltre ad artisti dell'Asia centrale e dell'Iran, c'erano artisti che si erano trasferiti dall'India, dall'Anatolia e dalla Siria. L'ambasciatore spagnolo Rui Gonzalez de Clavijo riferiva che a Samarcanda c'erano 150.000 famiglie di artisti. Durante il regno di Tamerlano, furono create importanti opere architettoniche a Samarcanda, che divenne un centro d'arte. Un secondo periodo positivo coincise con il regno del sultano Shah Rukh. Questi, affiancato anche in ciò da sua moglie persiana, Goharshad, incoraggiò gli artisti a trasferirsi in Afghanistan quando fu trasferita la capitale, consentendo in siffatta maniera una corsa alla realizzazione di nuovi lavori. Dopo la morte di Uluğ Bek, seguì una fase di stasi a livello artistico, che riacquisì vigore nel corso del regno di Abu Sa'id e del sultano Husayn Bayqara. Spentosi quest'ultimo, tornò a viversi una fase di decadenza fino a quando, durante l'impero Moghul, si assistette a una riscoperta e rivalutazione dell'artigianato timuride, così come in terra safavide.

### Architettura

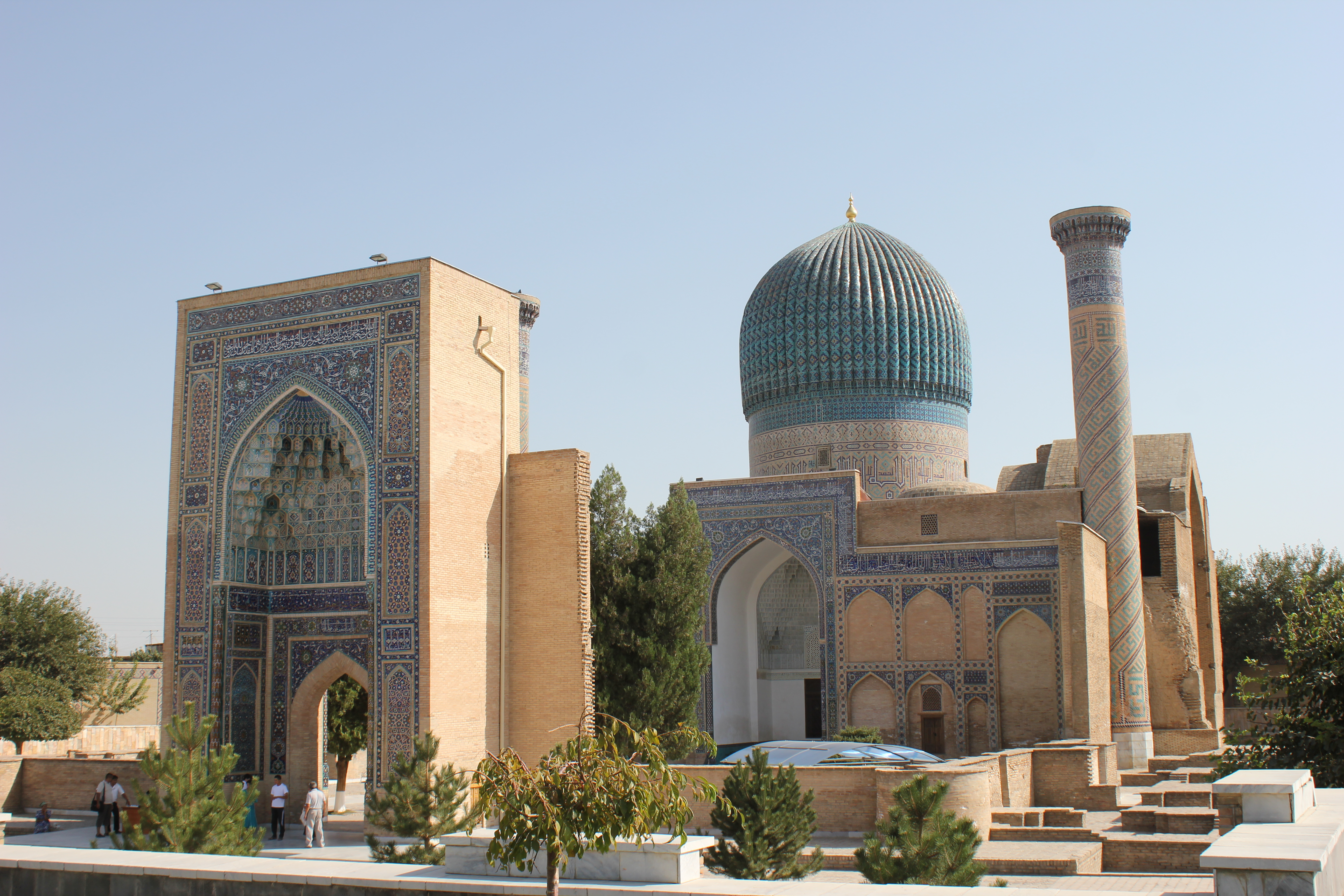
Mausoleo di Tamerlano,
Samarcanda

L'architettura timuride attinse e sviluppò molti canoni architettonici selgiuchidi. Le piastrelle turchesi e blu, che formavano intricati motivi lineari e geometrici, decoravano sovente le facciate degli edifici. A volte l'interno era decorato in modo simile, con pitture e rilievi in stucco che fornivano abbellimenti ulteriori. L'architettura timuride costituì l'apice dell'arte islamica in Asia centrale. Gli spettacolari e maestosi edifici eretti da Tamerlano e dai suoi successori a Samarcanda e a Herat contribuirono a diffondere l'influenza della scuola d'arte degli Ilkhanidi in India, dando così origine alla celebre scuola di architettura Mughal.
Il primo esempio cronologico di architettura timuride fu il mausoleo di Ahmed Yasawi, nell'attuale Kazakistan, mentre uno dei maggiori il mausoleo di Tamerlano, situato nella capitale dell'impero. Quest'ultimo edificio, del XIV secolo, è ricoperto di «piastrelle persiane turchesi». Nelle vicinanze, nel centro della città antica, si osserva la «madrassa in stile persiano» (scuola religiosa) e la «moschea in stile persiano» di Uluğ Bek. I mausolei dei principi Timuridi, con le loro cupole turchesi e blu, rimangono tra le più raffinate e squisite manifestazioni dell'architettura persiana. La simmetria assiale è una caratteristica di tutte le principali strutture timuride, in particolare la Shah-i-Zinda a Samarcanda, il complesso Musallah a Herat e la moschea di Goharshad a Mashhad. Le doppie cupole di varie forme abbondano, mentre gli esterni sono adornati di colori brillanti. Il dominio di Tamerlano sulla regione rafforzò l'influenza della sua capitale e dell'architettura persiana sull'India.
La moschea verde di Balkh, costruita nel 1422, e il complesso della moschea di Änew, ultimato tra 1455-1456, rappresentano alcune delle opere più importanti del periodo medio dell'architettura timuride: purtroppo di quest'ultimo sopravvivono solo dei resti, in quanto fu distrutto da un terremoto nel 1948. Una delle opere più importanti della fase tarda risulta il mausoleo di Ishratkhana, costruito tra 1460 e 1464 per la sepoltura delle donne della dinastia timuride per volere di una delle mogli di Abu Sa'id. Realizzato tra 1460 e 1502 nella città di Ghazni per il figlio di Uluğ Bek, Abdu Razzaq, il mausoleo è stato considerato da John D. Hoag un precursore della struttura architettonica del Taj Mahal, sia con riferimento alla parte centrale al centro sia alle sezioni laterali associate.
Delle informazioni di grande interesse sui palazzi timuridi possono rintracciarsi in fonti storiche e diari di viaggio. Oltre alle informazioni sul Palazzo Blu costruito da Tamerlano a Samarcanda, si riferisce delle opere realizzate nelle città circostanti, quali Naqsh-e jahàn, Bagh-e Chenar (alle porte di Samarcanda), Bāgh-i Zāghān (a Herat) e Bagh-i Dilgush. I giardini realizzati in epoca timuride sopravvivranno alla caduta dell'impero, attestandosi anche durante la parentesi Moghul. I resti del palazzo di Shahrisabz, Ak Saray, descritto anch'esso dagli scritti coevi, sono sopravvissuti fino ai giorni nostri.

### Letteratura

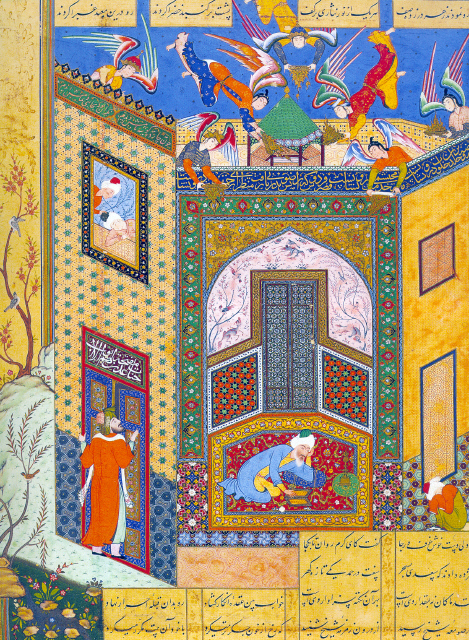
Illustrazione tratta dal Roseto del Pio di Giami, 1553. L'immagine fonde la poesia persiana e la miniatura persiana in un tutt'uno, come era consuetudine di molte opere dell'epoca timuride

#### Persiana
La letteratura persiana, specialmente la poesia, anche su commissione, occupò un posto centrale nel processo di assimilazione dell'élite timuride alla cultura nobile persiana-islamica. I sultani Timuridi, in particolare Shah Rukh e suo figlio Uluğ Bek, patrocinarono la cultura persiana a più riprese. Tra le opere letterarie principali della parentesi timuride figura la biografia persiana di Tamerlano, nota come Zafarnāmeh (in persiano ظفرنامه‎), scritta da Sharaf al-Din Ali Yazdi, che a sua volta si basava sulla più antica Zafarnāmeh di Nizām al-Dīn Shāmī, il biografo ufficiale di Tamerlano durante la sua vita. Il più famoso poeta dell'epoca timuride fu Giami, l'ultimo grande sufi mistico medievale della Persia e uno dei più conosciuti autori nella poesia persiana. Anche alcune delle opere di astronomia di sultano timuride Uluğ Bek furono scritte in persiano, malgrado il grosso fu pubblicato in arabo. Il principe timuride Baysonqor commissionò inoltre una nuova edizione dell'epopea nazionale persiana Shāh-Nāmeh, conosciuta come Shāhnāmeh di Baysonqor, e ne curò l'introduzione. Il giudizio di T. Lenz sull'opera è il seguente:

#### Chagatai

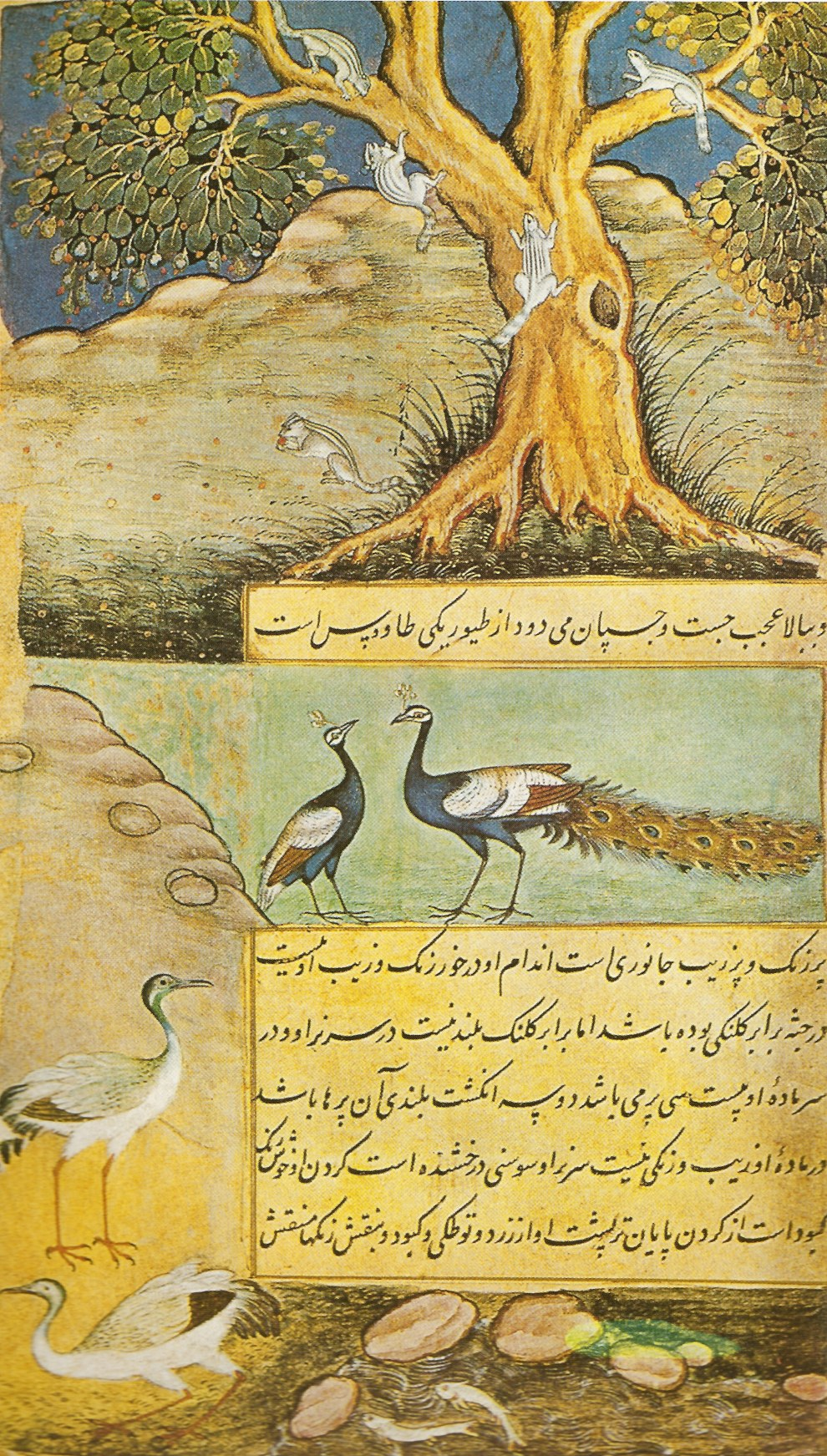
Una scena con pavoni e uccelli tratta dal Bāburnāma

I Timuridi giocarono anche un ruolo molto importante nella storia della letteratura turca. Sulla base della consolidata tradizione letteraria persiana, si sviluppò una letteratura nazionale turca in lingua chagatai. Poeti come Ali-Shir Nava'i, il sultano Husayn Bayqara e Bābur incoraggiarono altri autori di idioma turco a scrivere nel proprio vernacolo, oltre all'arabo e al persiano. Il Bāburnāma, l'autobiografia di Bābur (pur essendo altamente persianizzata nella sua struttura lessicale, morfologica e per vocabolario), così come la poesia chagatai di Mīr Alī Sher Nawā'ī, sono tra le opere letterarie turche più note e hanno influenzato molte altre.

### Scienza
Nel XV secolo, la capitale dello stato timuride, Samarcanda, divenne un importante centro scientifico. Ciò risultò particolarmente vero durante il regno di Uluğ Bek, con personalità dotte provenienti da diverse terre e tutte giunte a Samarcanda. Oltre alla sua attività di sovrano, Uluğ Bek si interessò moltissimo all'astronomia e alla matematica, realizzando delle opere che continuano a suscitare fascino negli studiosi odierni. Tra il 1417 e il 1422 si preoccupò della costruzione della madrasa cittadina, oggi dichiarata patrimonio dell'umanità, e di un osservatorio negli anni 1420. Tra gli studiosi più famosi che frequentarono queste costruzioni si annoveravano Qadi-zade-i Rumi e Al-Kashi.

## Eredità

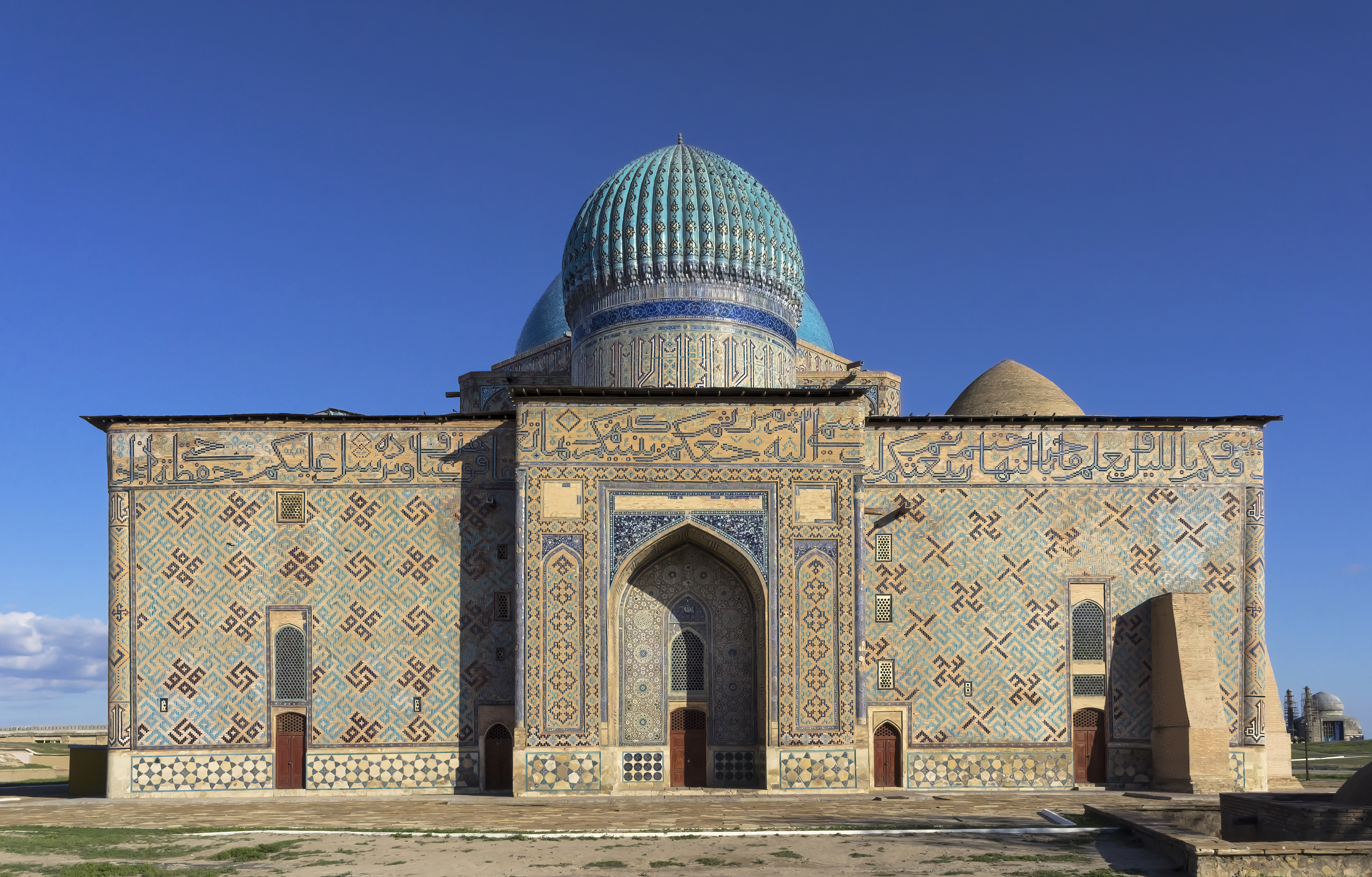
Mausoleo di Khoja Ahmed Yasawi, Turkistan, Kazakistan

L'impero timuride svolse un ruolo decisivo nella storia dei vasti territori che assorbì, con vari popoli che fecero a gara per rivendicare la loro eredità turco-mongola. L'epoca in cui esistette coincise con un grande sviluppo dell'Asia centrale e, forse, con l'apogeo più alto mai raggiunto da Samarcanda nella sua storia. Le tradizioni architettoniche furono ulteriormente sviluppate durante il periodo timuride e molti di questi monumenti architettonici sono sopravvissuti fino ai giorni nostri. L'impatto del "Rinascimento timuride" ebbe effetti abbastanza duraturi. Babur, subentrato al vecchio impero, fu in grado di rendere assai potenti le terre che sottomise, raccogliendo anche il lascito timuride e facendolo suo.
Anche nella zona del Caucaso si raggiunsero importanti risultati: in epoca timuride, continuarono le migrazioni di turchi in Azerbaigian, che causarono conseguenze soprattutto per quanto riguardava la conversione religiosa all'islam. Decisamente meno forte fu invece l'impatto in Georgia. L'influenza non si limitò solo alla componente etnica in Azerbaigian, poiché incise anche sulla lingua azera. Si suole identificare l'origine della stessa come una commistione di elementi oghuz (zona orientale e meridionale) e kipčaki (zona occidentale e settentrionale). La distinzione non nasce tuttavia per via di differenze fonetiche e lessicali. Utilizzando il metodo della glottocronologia, il linguista Oleg Mudrak è giunto alla conclusione che la formazione della lingua azera, con tutti i suoi dialetti, ad eccezione di quello di Şəki, risale agli anni 1360, ovvero al periodo timuride.
Molto appannato fu il lascito culturale in Iran. Ad ogni modo, anche se l'influenza timuride a lungo termine risultò lieve, ricevette molti apprezzamenti nel campo artistico e letterario. Per quanto concerne l'Afghanistan, vari centri popolosi, inclusa Kabul, vissero un felice periodo in maniera alterna nei due secoli circa di esistenza dell'impero e sperimentarono l'affermazione di un'identità persiano-araba. Ad ogni modo, il veloce passaggio dai Timuridi a Bābur offuscò il ricordo dei primi e gli eruditi dimenticarono presto, come emerge dalle fonti, il loro contributo.

Statua dedicata a Tamerlano a Tashkent

A parte il Kazakistan, il Kirghizistan e il Turkmenistan, dove pure l'impero ebbe un suo impatto, oggi l'Uzbekistan ospita il lascito maggiore ereditato dal periodo timuride. I Chagatai, saliti al livello di una lingua culturale durante quella fase storica, svolse un ruolo importante nella formazione del moderno idioma uzbeko. Occupandosi di ricostruire l'epopea di Tamerlano e gli anni immediatamente successivi, Castin Marozzi si è mostrato particolarmente attento nello studio degli scritti dell'ambasciatore Rui Gonzalez de Clavijo inerenti alle condizioni dello Stato timuride nel moderno Uzbekistan. Dopo aver ottenuto la propria indipendenza dall'URSS, l'interesse per Tamerlano è tornato sotto i riflettori in terra uzbeka e si è fatto assai palpabile. Il 1º settembre 1993, in occasione della giornata dell'indipendenza dell'Uzbekistan, il presidente Islam Karimov inaugurò un monumento dedicato a Tamerlano nella capitale Tashkent. Nel 1996, in occasione del 660º anniversario della nascita del signore della guerra, è stato aperto a Tashkent un museo dedicato al conquistatore ed è stata istituita l'onorificenza dell'ordine di Tamerlano.

### Esplicative
1. ↑  In chagatai e in mongolo, le parole Temur o Temir significano "ferro": Khabtagaeva (2019), p. 38.
2. ↑  In realtà, Tughluk Timur non era un nipote di Gengis, ma uno dei suoi discendenti.
3. ↑  Qui si intende Zeynaddin Abubakr Taibadi, che divenne un famoso sceicco e consigliere di Tamerlano. Morì nel 1389.
4. ↑  Sistan, Kandahar e Afghanistan.

### Bibliografiche
1. 1 2 3  Subtelny (2007), p. 260.
2. 1 2 3  Melville (2020), p. 3.
3. 1 2 3 4 5  Baumer (2018), vol. 4, p. 8.
4. 1 2  Melville (2020), p. 132.
5. 1 2 3  Manz (2007), p. 30.
6. ↑  (EN) Peter Turchin, Jonathan M. Adams e Thomas D. Hall, East-West Orientation of Historical Empires, in Journal of World-Systems Research, vol. 12, n. 2, 2006,  p. 222, ISSN =1076-156X (WC · ACNP).
7. ↑  Dale (1998), p. 50.
8. ↑  Kilic-Schubel (2016), p. 1.
9. ↑  Subtelny (2007), pp. 40-41.
«Tuttavia, nel complesso processo di transizione, i membri della dinastia timuride e i loro sostenitori turco-mongoli risentirono dell'ambiente persiano circostante, adottando modelli e gusti culturali persiani, agendo altresì come promotori della lingua persiana, della cultura, della pittura, dell'architettura e della musica. [...] Gli ultimi membri della dinastia, in particolare il sultano - Abu Sa'id e il sultano - Husain, furono infatti considerati come governanti persiani illuminati che dedicarono tanta attenzione allo sviluppo agricolo quanto alla promozione della cultura di corte persiana»
10. 1 2 3 4 5  Kilic-Schubel (2016), p. 9.
11. ↑  Manz (2007), pp. 95-96.
12. 1 2  Baumer (2018), vol. 3, p. 289.
13. ↑  Melville (2020), p. 36.
14. 1 2  (EN) Edward A. Allworth, The Modern Uzbeks: From the Fourteenth Century to the Present: A Cultural History, Hoover Press, 2013,  p. 215, ISBN 978-08-17-98733-6.
15. 1 2  Dale (2018), p. 23.
16. 1 2 3 4  Marozzi (2012), pp. 33-34.
17. 1 2 3  Subtelny (2007), p. 71.
18. 1 2  (EN) Josef W. Meri, Medieval Islamic Civilization: An Encyclopedia, vol. 1, Psychology Press, 2006,  p. 796, ISBN 978-04-15-96690-0.
19. ↑  Osmanoğlu (2012), p. 11.
20. 1 2  Grousset (1970), p. 345.
21. 1 2 3 4  Grousset (1970), pp. 411-412.
22. ↑  Grousset (1970), pp. 412-413.
23. 1 2  Qayyum (2021), p. 56.
24. ↑  Grousset (1970), p. 413.
25. 1 2  Manz (2007), p. 7.
26. ↑  Grousset (1970), p. 415.
27. ↑  Marozzi (2012), p. 36.
28. 1 2 3 4 5  Grousset (1970), p. 421.
29. 1 2  Marozzi (2012), p. 56.
30. 1 2 3 4 5 6  Abazov (2016), p. 70.
31. ↑  Osmanoğlu (2012), pp. 59-60.
32. 1 2 3  Kilic-Schubel (2016), p. 4.
33. ↑  Grousset (1970), p. 428.
34. ↑  Marozzi (2012), p. 106.
35. ↑  Osmanoğlu (2012), p. 62.
36. ↑  Grousset (1970), p. 430.
37. ↑  Marozzi (2012), p. 115.
38. ↑  Marozzi (2012), pp. 115-116.
39. ↑  Marozzi (2012), p. 116.
40. 1 2  Marozzi (2012), p. 64.
41. ↑  Marozzi (2012), p. 65.
42. ↑  Grousset (1970), p. 408.
43. ↑  Osmanoğlu (2012), p. 63.
44. ↑  Fisher et al. (1968), p. 68.
45. ↑  Osmanoğlu (2012), p. 65.
46. ↑  Marozzi (2012), p. 215.
47. ↑  Fisher et al. (1968), pp. 76-77.
48. ↑  Grousset (1970), p. 433.
49. ↑  Grousset (1970), pp. 433-434.
50. 1 2  Grousset (1970), p. 434.
51. ↑  Osmanoğlu (2012), p. 66.
52. ↑  Osmanoğlu (2012), p. 67.
53. 1 2  Marozzi (2012), p. 246.
54. 1 2 3  Mahajan (2007), pp. 225-230.
55. ↑  Grousset (1970), pp. 444-445.
56. 1 2 3  Grousset (1970), p. 445.
57. ↑  Marozzi (2012), p. 205.
58. ↑  Marozzi (2012), pp. 206-207.
59. 1 2  Baumer (2018), vol. 4, p. 22.
60. 1 2  Baumer (2018), vol. 3, p. 292.
61. ↑  Fisher et al. (1968), pp. 622-623.
62. ↑  Fisher et al. (1968), p. 623.
63. 1 2  Fisher et al. (1968), p. 74.
64. ↑  Fisher et al. (1968), pp. 74-75.
65. ↑  Grousset (1970), p. 447.
66. ↑  Grousset (1970), p. 448.
67. 1 2  Grousset (1970), p. 451.
68. 1 2  Marozzi (2012), pp. 252-253.
69. 1 2 3  Grousset (1970), pp. 451-452.
70. ↑  Subtelny (2007), p. 127.
71. 1 2 3  Grousset (1970), pp. 453-454.
72. ↑  Marozzi (2012), p. 346.
73. ↑  Fisher et al. (1968), p. 83.
74. ↑  Qayyum (2021), p. 63.
75. 1 2  Manz (2007), pp. 21-22.
76. ↑  Grousset (1970), p. 459.
77. 1 2 3 4  Abazov (2016), p. 73.
78. 1 2 3  Grousset (1970), pp. 456-460.
79. 1 2  Manz (2007), p. 42.
80. 1 2  Manz (2007), p. 48.
81. 1 2 3 4 5  Grousset (1970), p. 460.
82. 1 2  Fisher et al. (1968), p. 109.
83. 1 2 3 4  Fisher et al. (1968), pp. 113-118.
84. 1 2 3  Grousset (1970), p. 462.
85. ↑  Baumer (2018), vol. 3, p. 321.
86. ↑  Manz (2002), p. 212.
87. ↑  Grousset (1970), pp. 462-463.
88. ↑  Subtelny (2007), pp. 43-44.
89. ↑  Dale (2018), p. 12.
90. ↑  Abazov (2016), p. 74.
91. 1 2  Subtelny (2007), p. 70.
92. ↑  Grousset (1970), p. 481.
93. 1 2 3  Subtelny (2007), p. 41.
94. 1 2 3  Grousset (1970), p. 465.
95. 1 2 3 4 5  Dale (1998), pp. 43-51.
96. 1 2 3 4  Grousset (1970), p. 464.
97. 1 2 3 4  Dale (1998), pp. 51-54.
98. 1 2  Fisher et al. (1968), p. 124.
99. ↑  Dale (2018), p. 66.
100. 1 2 3  Dale (2018), pp. 5-10.
101. ↑  Osmanoğlu (2012), p. 131.
102. ↑  Abazov (2016), p. 72.
103. ↑  Osmanoğlu (2012), pp. 90, 147.
104. 1 2  Osmanoğlu (2012), p. 90.
105. ↑  Marozzi (2012), p. 228.
106. ↑  Osmanoğlu (2012), p. 91.
107. 1 2 3  Osmanoğlu (2012), p. 145.
108. 1 2 3 4 5 6  Marozzi (2012), p. 80.
109. ↑  Osmanoğlu (2012), pp. 145-146.
110. 1 2 3  Osmanoğlu (2012), p. 146.
111. ↑  Osmanoğlu (2012), pp. 146, 148.
112. ↑  Manz (2007), p. 210.
113. ↑  Subtelny (2007), p. 84.
114. ↑  Marozzi (2012), pp. 12-13.
115. ↑  Osmanoğlu (2012), p. 124.
116. ↑  Osmanoğlu (2012), p. 83.
117. ↑  Fisher et al. (1968), p. 136.
118. ↑  Fisher et al. (1968), p. 78.
119. ↑  Mahajan (2007), p. 222.
120. ↑  Marozzi (2012), p. 40.
121. ↑  Osmanoğlu (2012), p. 186.
«Se il numero dell'esercito nemico era superiore a 40.000 combattenti».
122. ↑  Osmanoğlu (2012), p. 181.
«Se il numero dell'esercito nemico oscillava tra 12.000 e 40.000 combattenti».
123. ↑  Osmanoğlu (2012), p. 177.
«Se il numero dell'esercito nemico era inferiore a 12.000».
124. ↑  Osmanoğlu (2012), pp. 132-133.
125. 1 2  Osmanoğlu (2012), p. 132.
126. ↑  Grousset (1970), p. 222.
127. ↑  (EN) Beatrice Forbes Manz, The Rise and Rule of Tamerlane, Cambridge University Press, 1999,  p. 174, ISBN 978-05-21-63384-0.
128. ↑  Manz (2007), p. 175.
129. ↑  Osmanoğlu (2012), p. 32.
130. ↑  Osmanoğlu (2012), pp. 177, 191.
131. 1 2  Blair (1996), p. 560.
132. ↑  (EN) A. Azfar Moin, The Millennial Sovereign: Sacred Kingship and Sainthood in Islam, Columbia University Press, 2012,  p. 267, ISBN 978-02-31-50471-3.
133. 1 2  Fisher et al. (1968), p. 44.
134. ↑  Subtelny (2007), p. 68,
135. ↑  Subtelny (2007), p. 69.
136. 1 2 3 4  Shea (2018), pp. 32-49.
137. ↑  Dale (1998), pp. 55-56.
138. 1 2  Melville (2020), p. 2.
139. 1 2  Qayyum (2021), p. 57.
140. 1 2  Mahajan (2007), p. 254.
141. ↑  Fisher et al. (1968), p. 843.
142. ↑  Melville (2020), pp. 100-105.
143. ↑  Fisher et al. (1968), pp. 735-740.
144. ↑  Fisher et al. (1968), p. 741.
145. 1 2  Fisher et al. (1968), pp. 742-758.
146. ↑  Baumer (2018), vol. 3, pp. 302-303.
147. ↑  Subtelny (2007), pp. 249-250.
148. ↑  (EN) John D. Hoag, The Tomb of Ulugh Beg and Abdu Razzaq at Ghazni, A Model for the Taj Mahal, in Journal of the Society of Architectural Historians, vol. 27, n. 4, University of California Press, dicembre 1968,  pp. 234-248, DOI:10.2307/988486.
149. ↑  (EN) Roya Marefat, Beyond the Architecture of Death: The Shrine of the Shah-i Zinda in Samarqand, Harvard University, 1991,  p. 49.
150. ↑  (EN) Mohammad Gharipour, Persian Gardens and Pavilions: Reflections in History, Poetry and the Arts, Bloomsbury Publishing, 2013,  p. 139, ISBN 978-08-57-73320-7.
151. ↑  Subtelny (2007), p. 131.
152. ↑  (EN) Lisa Golombek
Muqarnas, The Gardens of Timur: New Perspectives, vol. 12, Brill, 1995,  pp. 137-147, DOI:10.2307/1523228.
153. ↑  Baumer (2018), vol. 4, p. 48.
154. ↑   Bradley Mayhew, Asia centrale, EDT srl, 2011,  p. 280, ISBN 978-88-60-40711-5.
155. 1 2  Melville (2020), p. 10.
156. ↑  Melville (2020), pp. 137-138.
157. ↑  Melville (2020), pp. 33-34.
158. ↑  Manz (2007), p. 167.
159. ↑  (EN) T. Lenz, Bāysonḡorī Šāh-nāma, su Encyclopædia Iranica. URL consultato il 7 dicembre 2021.
160. 1 2  Fisher et al. (1968), pp. 109-110.
161. ↑  Dale (2004), p. 150.
162. ↑  Fisher et al. (1968), p. 110.
163. ↑  (EN) Richard Pearson, The History of Astronomy, Lulu.com,  p. 122, ISBN 978-02-44-86650-1.
164. ↑  Melville (2020), p. 32.
165. ↑  Baumer (2018), vol. 3, p. 279.
166. ↑  Melville (2020), p. 12.
167. 1 2  (EN) Zaur Gasimov, Historical Dictionary of Azerbaijan, Rowman & Littlefield, 2017,  p. 47, ISBN 978-15-38-11042-3.
168. ↑  (RU) Oleg Mudrak, Сравнительно-историческая грамматика тюркских языков: Региональные реконструкции [Sul chiarimento della classificazione delle lingue turche con l'aiuto della linguistica morfologica], Наука, 1984,  pp. 729-730, 735, ISBN 978-50-20-22638-8.
169. 1 2 3  Dale (1998), pp. 56-58.
170. ↑  (EN) Ron Sela, The Legendary Biographies of Tamerlane: Islam and Heroic Apocrypha in Central Asia, Cambridge University Press, 2011,  p. 9, ISBN 978-11-39-49834-0.
171. 1 2 3  Marozzi (2012), pp. 134-135.